# 23. Mai
Der 23. Mai ist der 143. Tag des gregorianischen Kalenders (der 144. in Schaltjahren), somit bleiben 222 Tage bis zum Jahresende.

## Ereignisse

### Politik und Weltgeschehen
- 0844: Laut der gefälschten Urkunde Privilegio de los Votos besiegt Ramiro I., König von Asturien, den Emir Abd ar-Rahman II. in der Schlacht von Clavijo. Moderne Historiker bezweifeln, dass diese berühmte Schlacht der Reconquista bei Clavijo tatsächlich stattgefunden hat.
- 1013: Heinrich II. empfängt in Merseburg Boleslaw I. Chrobry von Polen. Dieser war nach den Angriffen vom Juli 1002 in Merseburg erst nach der Stellung von hochrangigen Geiseln zu einem Kommen bereit.

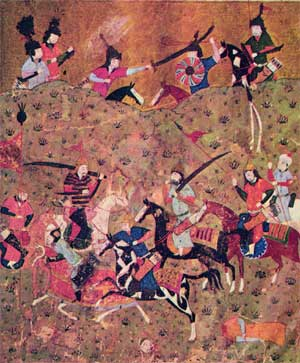
1040: Schlacht von Dandanaqan

- 1040: Die Schlacht von Dandanqan endet mit einem Sieg der Seldschuken unter Tughrul und Tschaghri Beg, die damit die Herrschaft der Ghaznawiden unter Masud I. von Ghazni über Chorasan beenden.
- 1059: Der kränkliche französische König Heinrich I. lässt seinen siebenjährigen Sohn Philipp zum König wählen und vom Erzbischof von Reims weihen. Der Kapetinger will damit die reibungslose Thronfolge für den Fall seines Todes sicherstellen, was in der Folge erreicht wird.
- 1430: Während der Belagerung von Compiègne fällt Jeanne d’Arc im Hundertjährigen Krieg den Burgundern in die Hände. Der französische König Karl VII., der ihr seine Krönung verdankt, hat sich bereits vorher von ihr abgewandt.

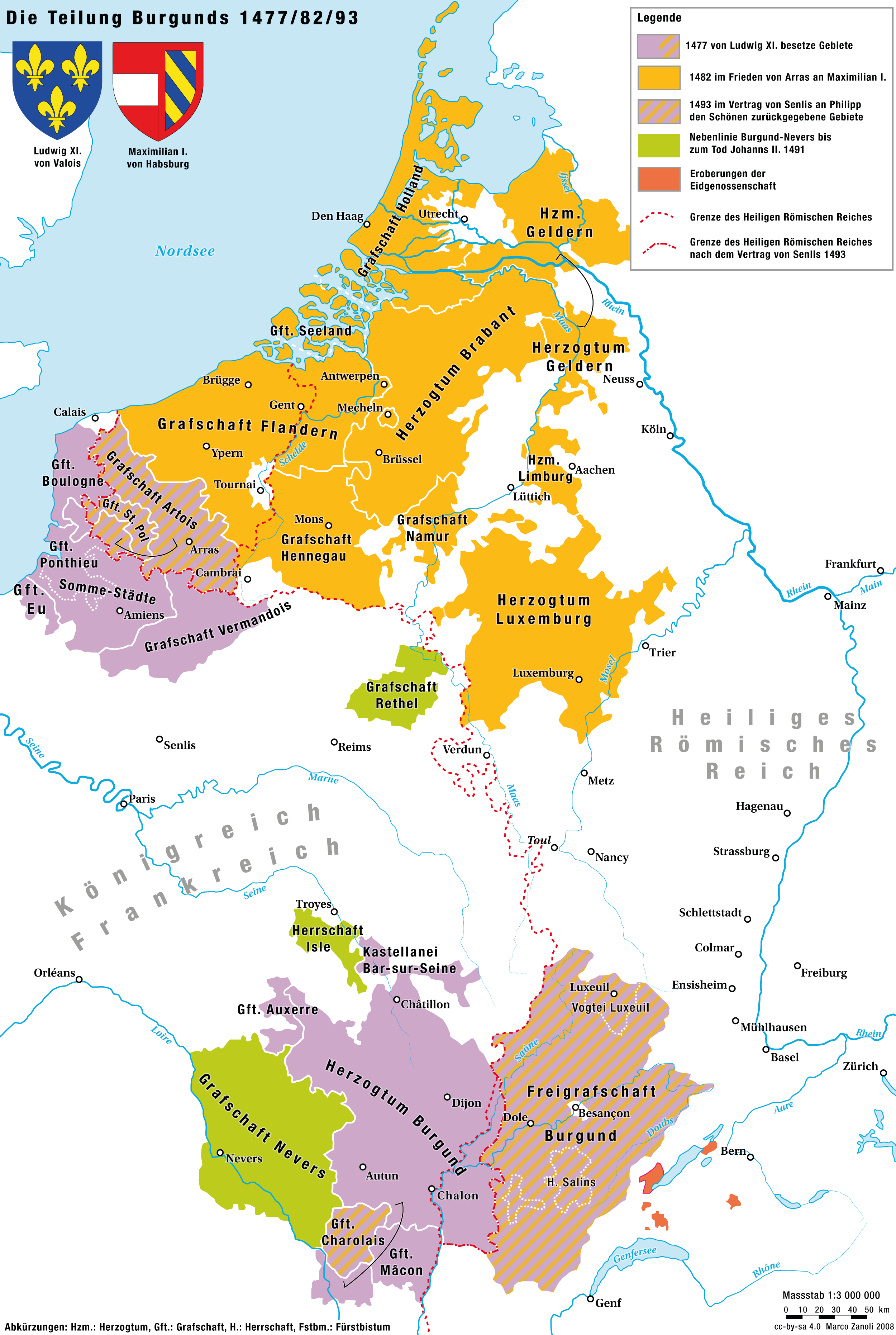
1493: Vertrag von Senlis

- 1493: Der Vertrag von Senlis regelt den umstrittenen Besitz des Hauses Burgund, das 1477 mit dem Tod Karls des Kühnen erloschen ist: Der Habsburger Maximilian I. erhält die Herrschaft über die Freigrafschaft Burgund, während die Picardie und das Herzogtum Burgund im Besitz des französischen Königs Karl VIII. bleiben.

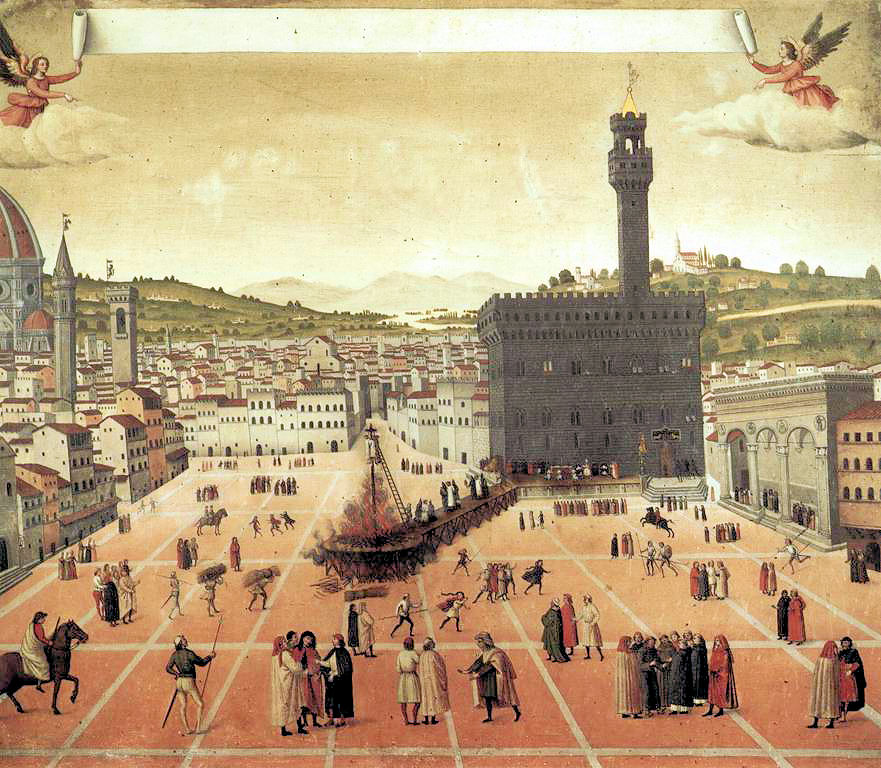
1498: Hinrichtung Girolamo Savonarolas

- 1498: Der von Papst Alexander VI. als „Häretiker, Schismatiker und Verächter des Hl. Stuhles“ exkommunizierte Bußprediger Girolamo Savonarola wird auf der Piazza della Signoria in Florenz zusammen mit zwei Mitbrüdern vor einer großen Menschenmenge erst gehängt und dann auf einem Scheiterhaufen verbrannt.
- 1525: Einem Bauernheer unter Hans Müller gelingt es im Deutschen Bauernkrieg, die Stadt Freiburg im Breisgau einzunehmen, wo der Stadtrat genötigt wird, der sogenannten „christlichen Vereinigung“ der Bauern beizutreten.
- 1533: Der Erzbischof von Canterbury, Thomas Cranmer, erklärt die Ehe zwischen Heinrich VIII. und Katharina von Aragon für ungültig. Damit zieht er den Zorn des Vatikans auf sich, der mit einer päpstlichen Bannandrohung und ein Jahr später mit dem Bann antwortet.

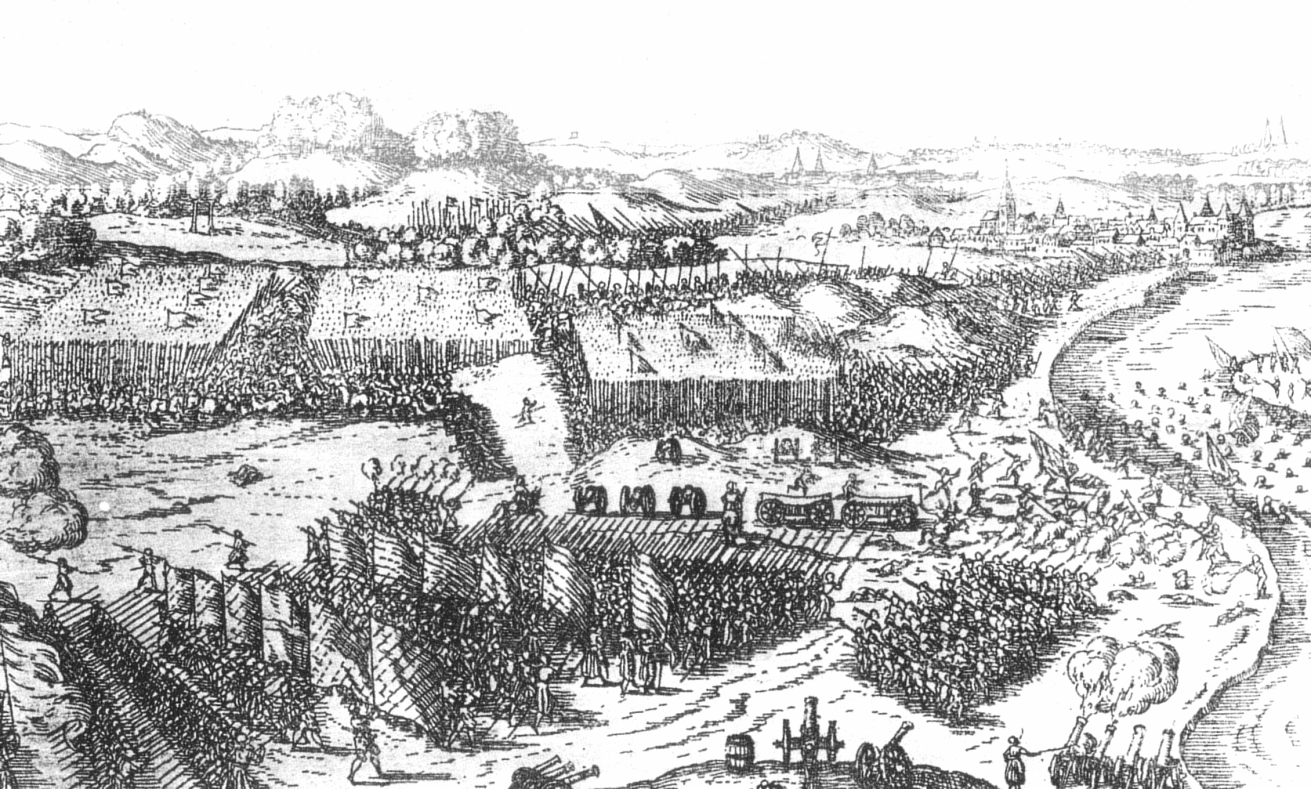
1547: Schlacht bei Drakenburg

- 1547: In der Schlacht bei Drakenburg besiegt das protestantische Heer des Schmalkaldischen Bundes die kaiserlichen Truppen von Herzog Erich II. von Calenberg. Das ändert zwar nichts mehr an der Niederlage im Schmalkaldischen Krieg, jedoch wird als Folge der Schlacht der Norden Deutschlands frei von kaiserlichen Truppen, was zur Glaubensfreiheit beiträgt.

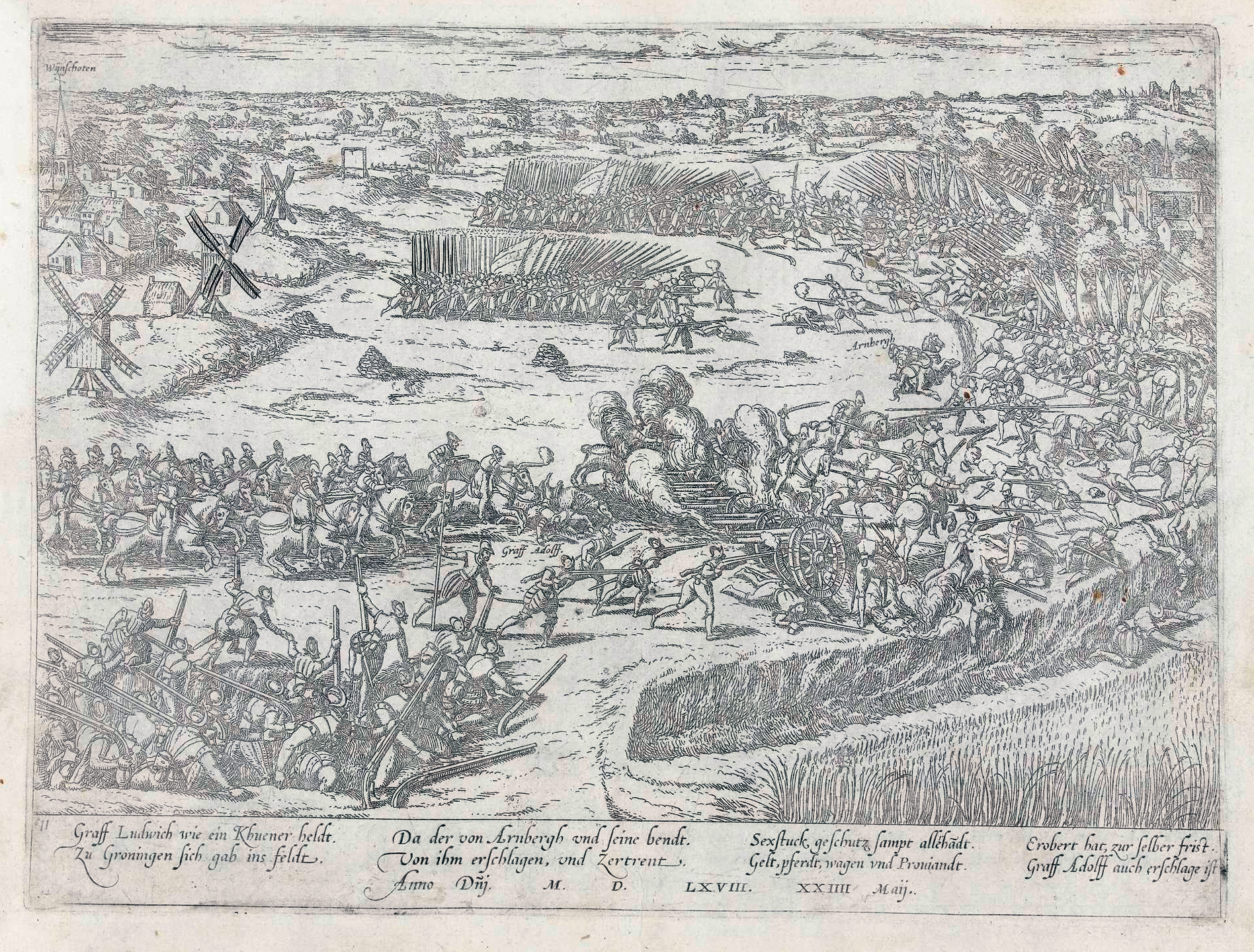
1568: Schlacht von Heiligerlee

- 1568: Mit der Schlacht von Heiligerlee beginnt der Achtzigjährige Krieg, der Freiheitskampf der Niederlande gegen die spanische Herrschaft. Die Niederlande unter Ludwig von Nassau-Dillenburg besiegen die Armee des Statthalters von Spanien, Johann von Ligne, der in der Schlacht ums Leben kommt.
- 1592: In der Bretagne gelandete spanische Truppen entsetzen die im Achten Hugenottenkrieg von Truppen des französischen Königs Heinrich IV. belagerte Stadt Craon. In der Schlacht setzt sich der Feldherr Philippe-Emmanuel de Lorraine gegenüber seinem Kontrahenten Henri de Bourbon, duc de Montpensier durch.

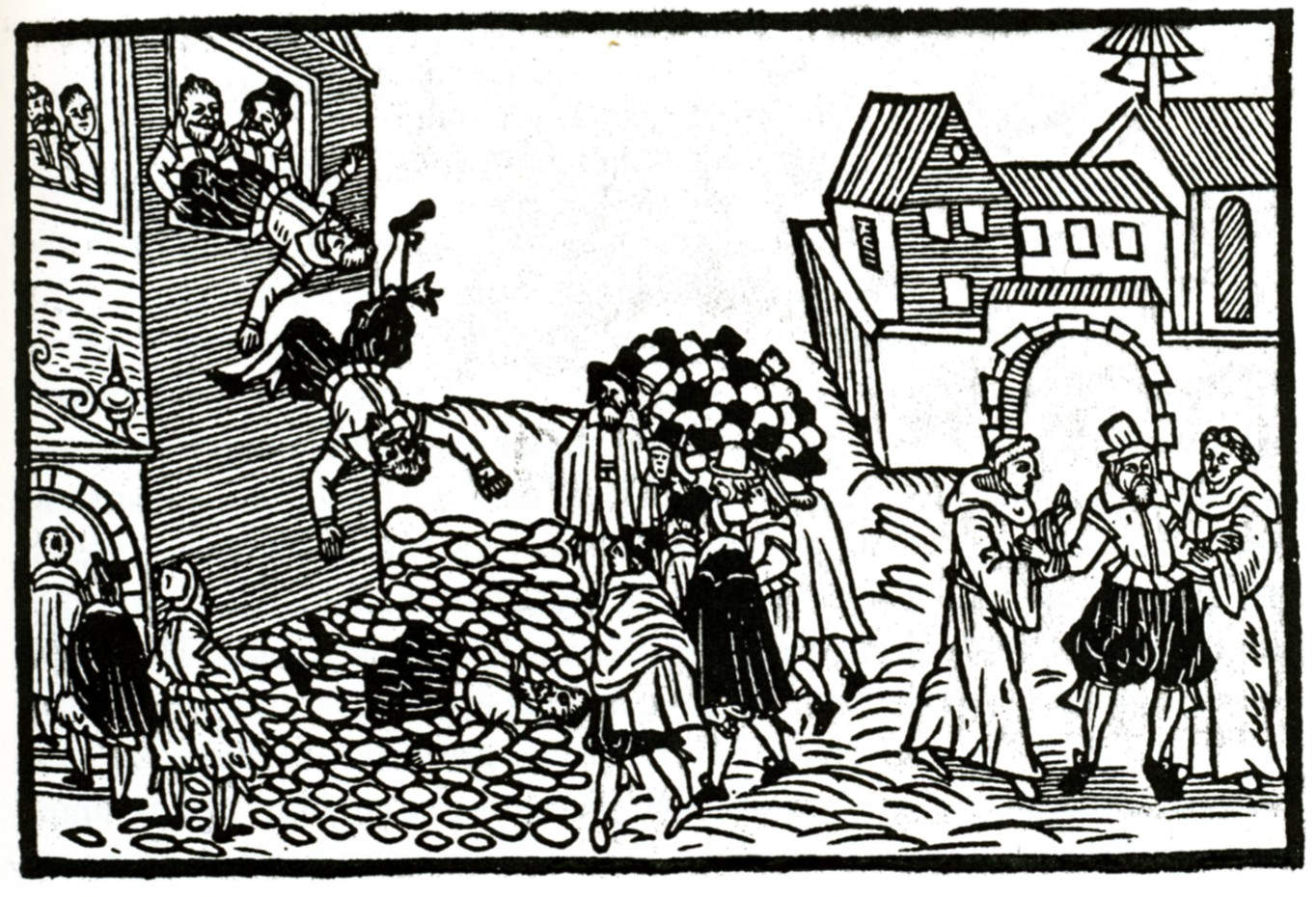
1618: Prager Fenstersturz

- 1618: Knapp 200 Vertreter der protestantischen Stände unter der Führung von Heinrich Matthias von Thurn, Albrecht Jan Smiřický von Smiřice, Joachim Andreas von Schlick und Leonhard Colonna von Fels ziehen auf die Prager Burg und werfen nach einer improvisierten „Gerichtsverhandlung“ die in der Hofkanzlei anwesenden kaiserlichen Statthalter Jaroslav Borsita Graf von Martinitz und Wilhelm Slavata sowie den Schreiber Philip Fabricius aus einem Fenster in 17 Metern Höhe. Der zweite Prager Fenstersturz markiert den Beginn des Ständeaufstands in Böhmen und führt in der Folge zum Dreißigjährigen Krieg.

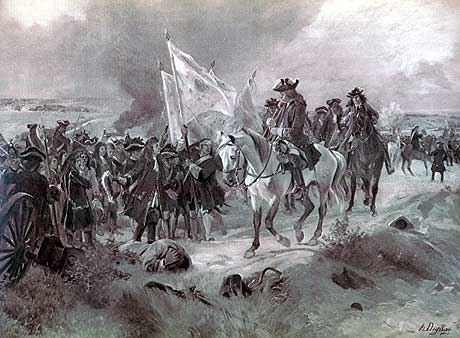
1706: Schlacht bei Ramillies

- 1706: Nach ihrer Niederlage in der Schlacht bei Ramillies im Spanischen Erbfolgekrieg gegen ein niederländisch-englisches Heer unter John Churchill, 1. Duke of Marlborough müssen die Franzosen aus den Spanischen Niederlanden weichen.
- 1788: Mit der Ratifizierung der Verfassung der Vereinigten Staaten wird South Carolina als achter Bundesstaat in die Vereinigten Staaten von Amerika aufgenommen.
- 1793: In der Schlacht bei Famars gelingt den Koalitionstruppen ein Sieg über das französische Revolutionsheer. Dadurch sind sie in der Lage, erfolgreich Valenciennes zu belagern.
- 1802: In einem Abkommen erkennt Frankreich die preußischen Ansprüche in Nordwestdeutschland, u. a. auf die Gebiete der Hochstifte Hildesheim, Münster und Paderborn, als Ausgleich für die abgetretenen linksrheinischen Gebiete an.

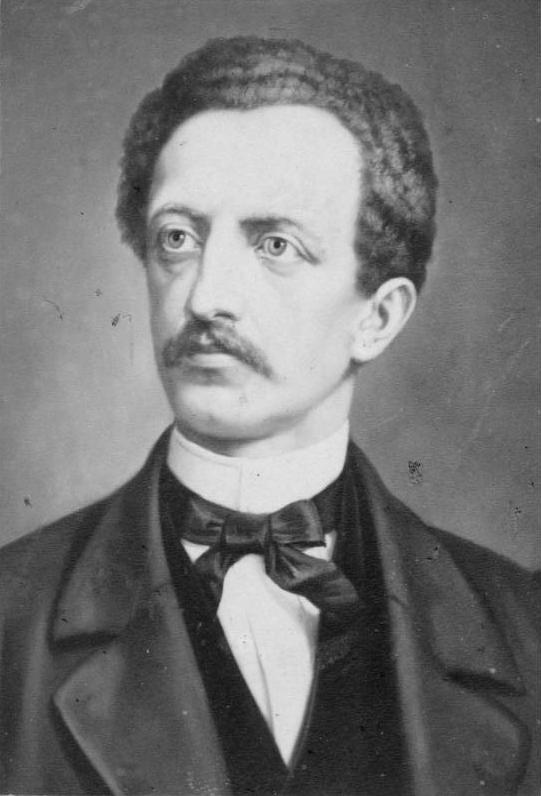
1863: Ferdinand Lassalle

- 1863: Ferdinand Lassalle gründet in Leipzig gemeinsam mit Abgesandten aus Leipzig, Hamburg, Harburg, Köln, Düsseldorf, Elberfeld, Barmen, Solingen, Frankfurt am Main, Mainz und Dresden den Allgemeinen Deutschen Arbeiterverein (ADAV), Ursprung der heutigen SPD.

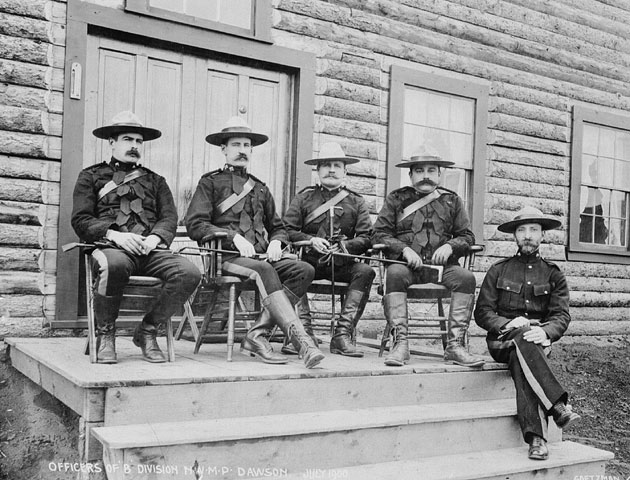
1873: North West Mounted Police

- 1873: In den kanadischen Nordwest-Territorien, zu denen auch die heutigen Provinzen Alberta, Saskatchewan und Teile von Manitoba sowie die Territorien Yukon und Nunavut gehören, wird die North West Mounted Police (NWMP) gegründet, Vorläufer der Royal Canadian Mounted Police (RCMP).
- 1915: Italien erklärt infolge des Londoner Vertrages, mit dem der Dreibund de jure aufgelöst wird, Österreich-Ungarn den Krieg. Damit beginnt der Gebirgskrieg, und es kommt in der Folge zu den zwölf Isonzoschlachten im Ersten Weltkrieg.
- 1939: Adolf Hitler gibt der militärischen Führungsspitze Deutschlands bekannt, bei erster passender Gelegenheit das Nachbarland Polen überfallen zu wollen. Die Rede wird von Rudolf Schmundt schriftlich aufgezeichnet. Das sogenannte Schmundt-Protokoll wird später zu einem wichtigen Dokument im Nürnberger Prozess gegen die Hauptkriegsverbrecher.
- 1942: Nach mehrtägigem Kampf gelingt es der deutschen Wehrmacht in der Zweiten Schlacht um Charkow im Krieg gegen die Sowjetunion, mehrere sowjetische Armeen bei Charkow einzukesseln. Die Kapitulation erfolgt am 28. Mai. Es handelt sich um eine der letzten siegreichen Kesselschlachten für die Deutschen im Zweiten Weltkrieg.
- 1945: Die Regierung Dönitz, die von Reichspräsident Karl Dönitz eingesetzte geschäftsführende Reichsregierung (Kabinett Schwerin von Krosigk) mit provisorischem Sitz im Sonderbereich Mürwik, wird von den Alliierten für abgesetzt erklärt und verhaftet. Dies gilt als Ende des NS-Staats (Drittes Reich).

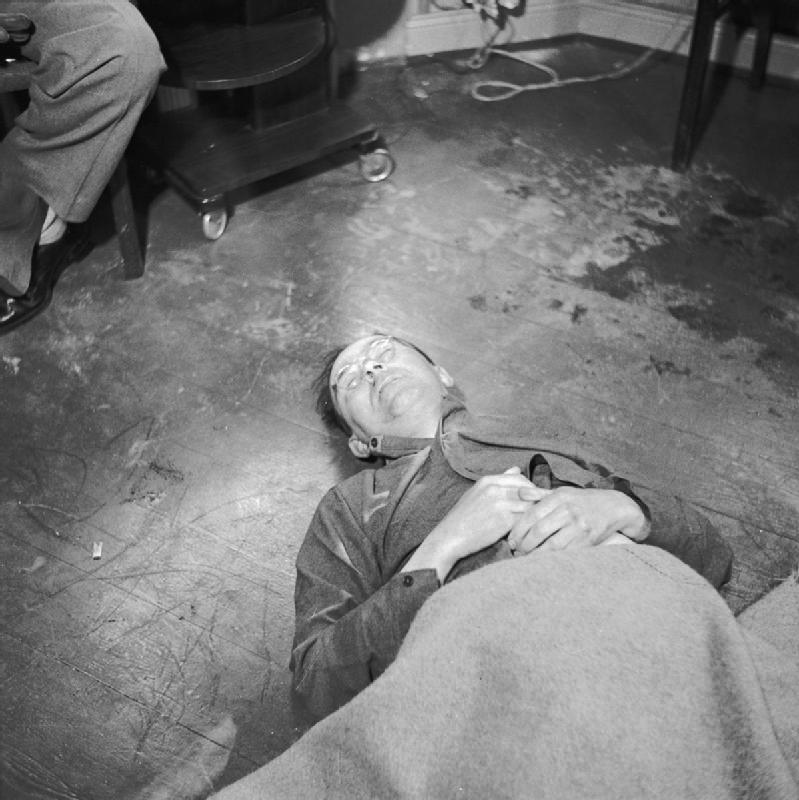
1945: Himmler nach seinem Suizid

- 1945: Der ehemalige Reichsführer SS Heinrich Himmler begeht während eines Verhörs durch die britischen Alliierten in Lüneburg mittels einer in einer Zahnlücke versteckten Zyankalikapsel Suizid.

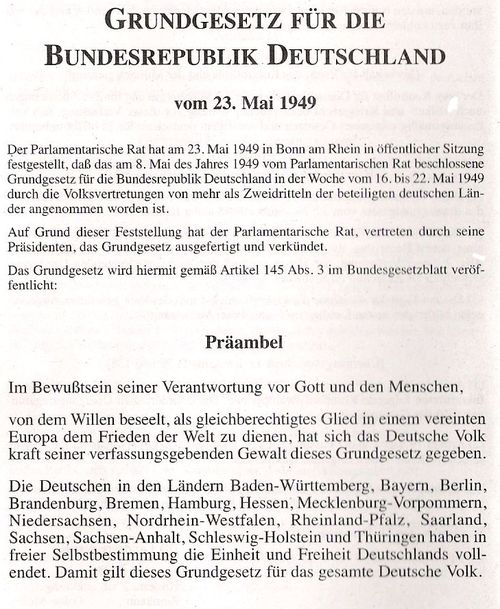
1949: Präambel des Grundgesetzes

- 1949: Der Parlamentarische Rat in Westdeutschland verkündet das Grundgesetz. Durch diesen Schritt gründet sich die Bundesrepublik Deutschland. Das Grundgesetz gilt zunächst nur für die als Trizone bekannte Westzone mit Ausnahme des Saarlands.
- 1951: In Peking wird zwischen der Volksrepublik China und Tibet ein Abkommen zur friedlichen Befreiung Tibets unterzeichnet. Inhalt des Abkommens ist die Zusicherung innenpolitischer Autonomie und Religionsfreiheit Tibets von Seiten der Volksrepublik China, zugleich soll die außenpolitische Vertretung Tibets durch die Volksrepublik China wahrgenommen werden. Aus Sicht der tibetischen Exilregierung ist das Abkommen unter militärischem Druck in der Folge der Besetzung der osttibetischen Provinz Qamdo und unter Androhung eines weiteren militärischen Vordringens durch die chinesische Volksbefreiungsarmee zu Stande gekommen und damit ungültig.
- 1962: Der französische General Raoul Salan wird zu lebenslanger Haft verurteilt, nachdem er als Mitglied der Organisation de l’armée secrète eine Eskalation der Gewalt im Algerienkrieg betrieben und sich an einem Putschversuch beteiligt hat.
- 1965: Der bisherige Bürgermeister von Wien, Franz Jonas von der SPÖ, wird mit 50,7 % gegen den ehemaligen Bundeskanzler Alfons Gorbach von der ÖVP zum österreichischen Bundespräsidenten gewählt.
- 1979: Der bisherige Bundestagspräsident Karl Carstens von der CDU wird bei der Bundespräsidentschaftswahl von der Bundesversammlung gegen die SPD-Politikerin Annemarie Renger zum Bundespräsidenten der Bundesrepublik Deutschland gewählt. Der deutsche Bundespräsident wird von da an bis 2009 alle fünf Jahre an diesem Datum gewählt:

Wahl zum deutschen Bundespräsidenten
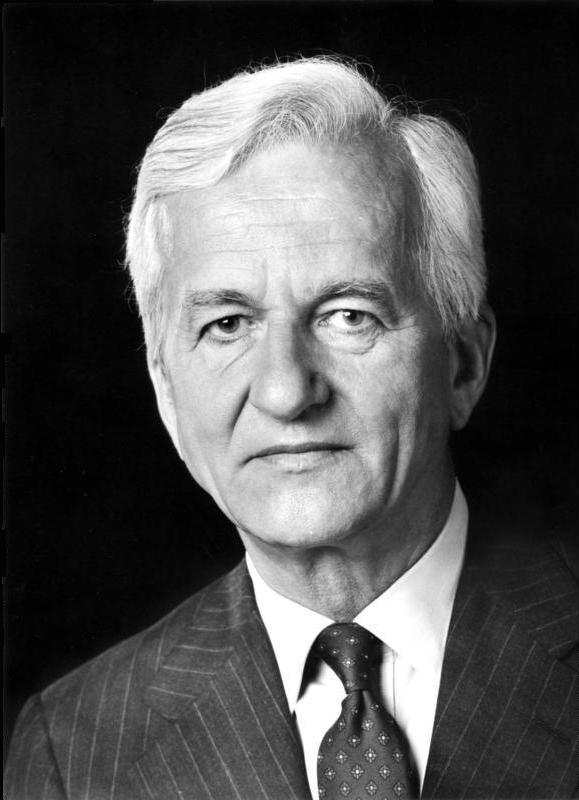
1984/89: Richard v. Weizsäcker
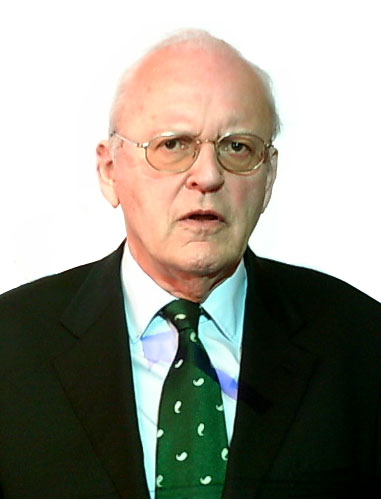
1994: Roman Herzog
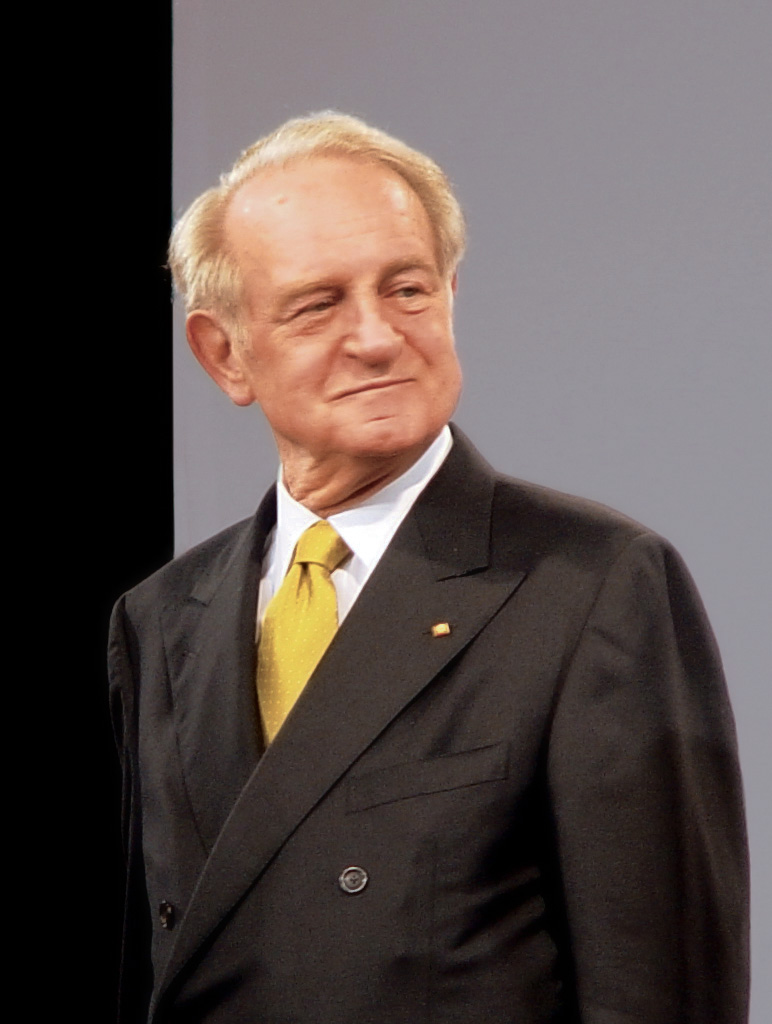
1999: Johannes Rau
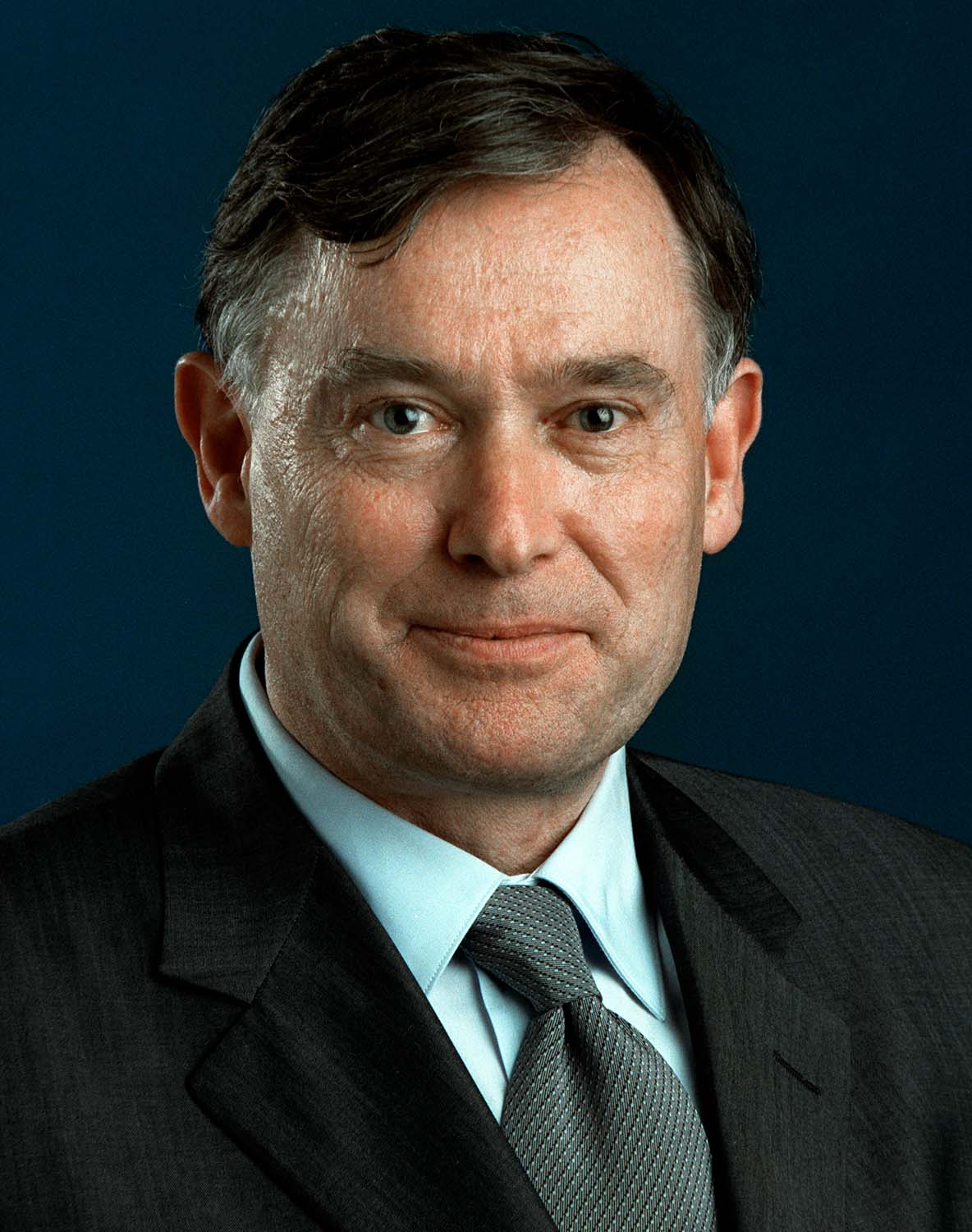
2004/09: Horst Köhler

- - 1984: Richard von Weizsäcker (CDU) in der Wahl gegen Luise Rinser (Die Grünen).
  - 1989: Richard von Weizsäcker steht zum bisher einzigen Mal als einziger Kandidat zur Wahl.
  - 1994: Roman Herzog (CDU) gegen zahlreiche Kandidaten und Kandidatinnen im dritten Wahlgang.
  - 1999: Johannes Rau (SPD) im zweiten Wahlgang gegen Kandidatinnen von CDU und PDS.
  - 2004: Horst Köhler (CDU) in der Wahl gegen Gesine Schwan (SPD).
  - 2009: Horst Köhler (CDU) im ersten Wahlgang gegen zahlreiche Kandidaten und Kandidatinnen.
- 1993: In Kambodscha finden unter der Aufsicht der United Nations Transitional Authority in Cambodia (UNTAC) die ersten freien Wahlen seit mehr als 20 Jahren statt. Die Wahlen zur Verfassungsgebenden Versammlung werden jedoch von den Roten Khmer boykottiert.

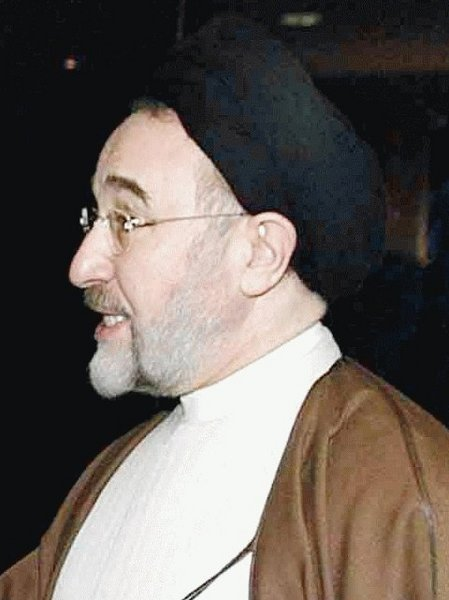
1997: Mohammad Chatami

- 1997: Bei den Präsidentschaftswahlen im Iran wird überraschend der Reformer Hodschatoleslam Mohammad Chatami mit 70 % der Stimmen gegen den Favoriten Ali Akbar Nateq Nuri zum Staatspräsidenten gewählt.

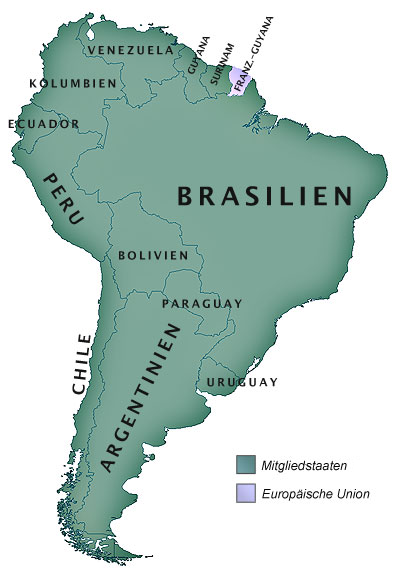
2008: Union Südamerikanischer Nationen

- 2008: In der brasilianischen Hauptstadt Brasília wird von allen unabhängigen Staaten Südamerikas die Gründungsurkunde der Union Südamerikanischer Nationen unterzeichnet. Ziel der Vereinbarung ist der Kampf gegen „Ungleichheit, soziale Ausgrenzung, Hunger, Armut und Unsicherheit“. Bis zum Jahre 2025 soll eine der Europäischen Union vergleichbare Integration erreicht werden. Geplant sind gemeinsame Währung, Parlament und Reisepässe.
- 2015: Aus Anlass der 100. Wiederkehr des Eintritts Italiens in den Ersten Weltkrieg ordnet die italienische Regierung unter Ministerpräsident Matteo Renzi die Beflaggung aller öffentlichen Gebäude an. Der Südtiroler Landeshauptmann Arno Kompatscher erklärte daraufhin, dass dies in Südtirol nicht befolgt werden würde.
- 2021: Unter dem Vorwand, es gäbe eine Bombendrohung für das Flugzeug, leitet Belarus den Ryanair-Flug 4978, eine in Athen gestartete Boeing 737-800 mit dem Ziel Vilnius, nach Minsk um. Nach der Landung werden der regimekritische Journalist Raman Pratassewitsch und seine Lebensgefährtin Sofia Sapega festgenommen. Das Flugzeug kann später weiter nach Vilnius fliegen.

### Wirtschaft

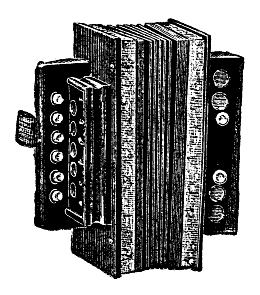
1829: Akkordeon

- 1829: Der Orgel- und Klavierbauer Cyrill Demian erhält in Wien zusammen mit seinen Söhnen Karl und Guido ein Privilegium (Patent) für die Erfindung des Akkordeons.
- 1842: Der britische Agrikulturchemiker John Bennet Lawes meldet sein Verfahren zur Herstellung von Superphosphat, einem Dünger für die Landwirtschaft, zum Patent an.
- 1923: Die Sabena wird als staatliche belgische Fluggesellschaft gegründet. Sie ist aus der SNETA (Syndicat national pour l'étude du transport aérien), der 1919 gegründeten staatlichen Fluggesellschaft, hervorgegangen.
- 2000: Nach einer Übernahmeschlacht an der Börse geht aus dem vollzogenen Zusammenschluss der beiden Vorgängerbanken in Paris die neue Kreditinstitut BNP Paribas hervor, eine der größten französischen Banken.

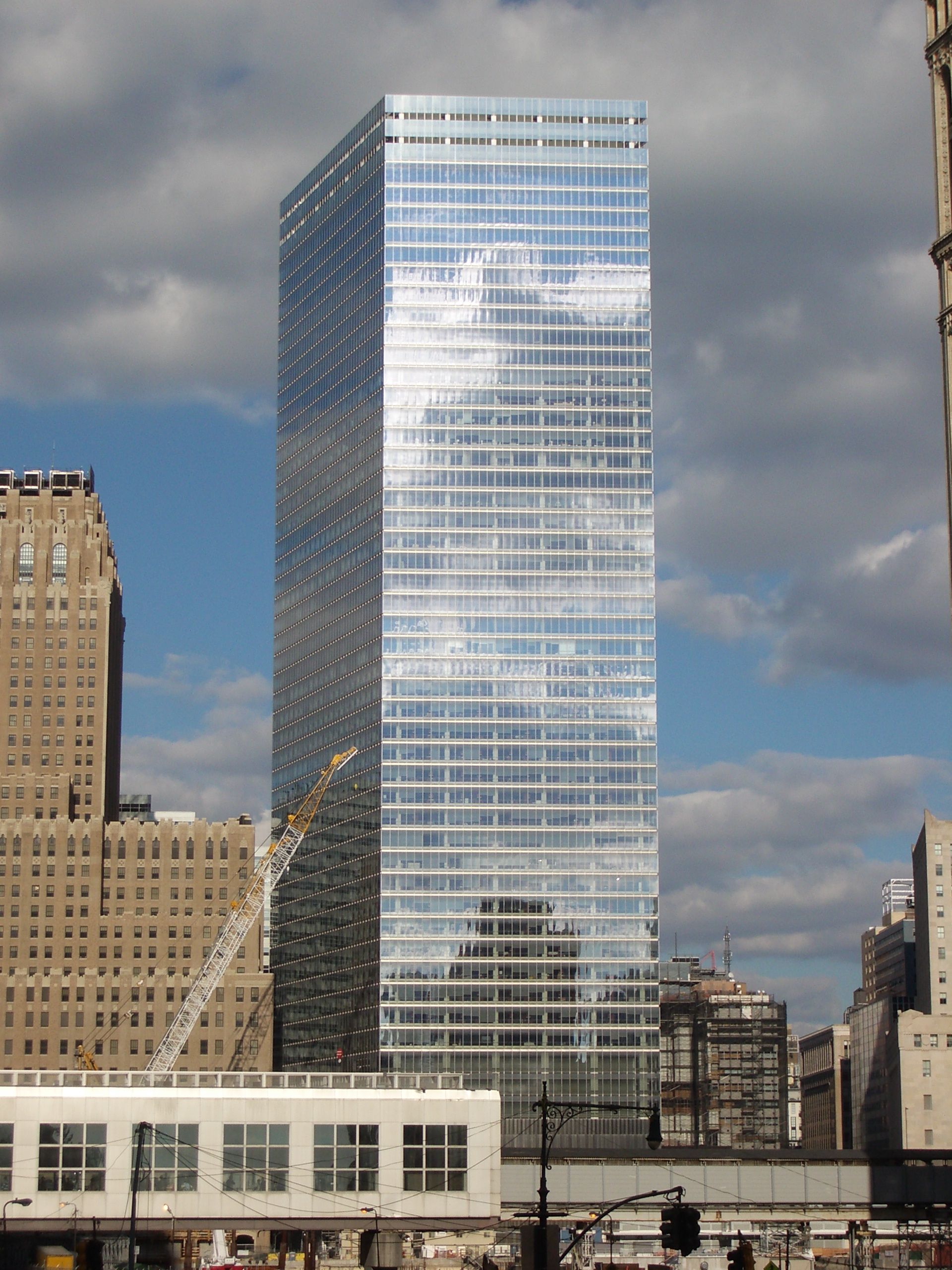
2006: 7 World Trade Center

- 2006: In New York wird mit einem großen Konzert das neue World Trade Center 7 an der Stelle des bei den Terroranschlägen am 11. September 2001 zerstörten alten World Trade Centers eröffnet.

### Wissenschaft und Technik
- 1862: Der deutsche Astronom Eduard Schönfeld findet im Sternbild Haar der Berenike die später als NGC 4383 erfasste Spiralgalaxie. Die Galaxie gehört zum Virgo-Galaxienhaufen.
- 1995: Auf der SunWorld-Konferenz stellt der Computerhersteller Sun Microsystems die Programmiersprache Java als Teil der Java-Technologie erstmals der Öffentlichkeit vor.

### Kultur
- 1750: Il bugiardo (Der Lügner), eine Komödie in drei Akten von Carlo Goldoni, wird in Mantua uraufgeführt. Die dritte Fassung wird schließlich zu einem Erfolg.
- 1799: Die weltliche Kantate „Der Tyroler Landsturm“ von Antonio Salieri und Joseph Franz Ratschky wird im k.k Redoutensaal in Wien uraufgeführt.
- 1814: Nachdem die Oper Leonore von Ludwig van Beethoven bereits in zwei Bearbeitungen mit geringem Erfolg uraufgeführt worden ist, erfolgt die Uraufführung der zweiten Überarbeitung unter dem Namen Fidelio am Theater am Kärntnertor in Wien.

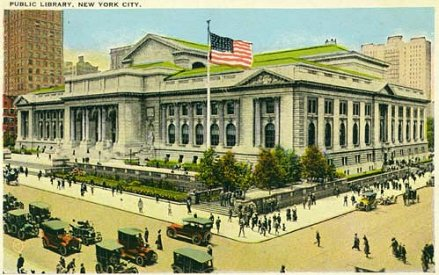
1895: New York Public Library

- 1895: Der New Yorker Rechtsanwalt John Bigelow legt die finanziell angeschlagenen Astor- und Lenox-Bibliotheken mit dem Vermögen des verstorbenen Politikers Samuel J. Tilden zusammen, der in seinem Nachlass verfügt hat, eine Bibliothek in New York City einzurichten. Daraus entsteht The New York Public Library, Astor, Lenox and Tilden Foundations.

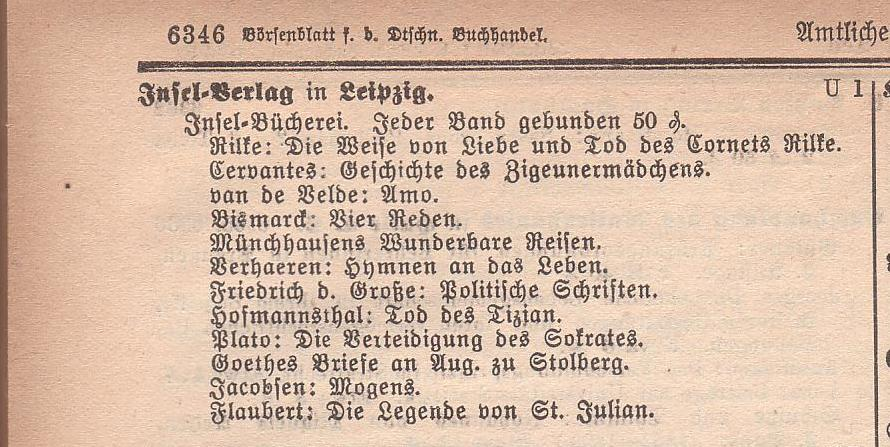
1912: Börsenblatt Nr. 118

- 1912: Der Leipziger Insel Verlag kündigt durch ein Rundschreiben an die deutschen Buchhändler und eine Ankündigung in Nr. 118 des Börsenblatts für den Deutschen Buchhandel das Erscheinen der noch heute verlegten Insel-Bücherei an. Die ersten Bände werden am 2. Juni ausgeliefert.

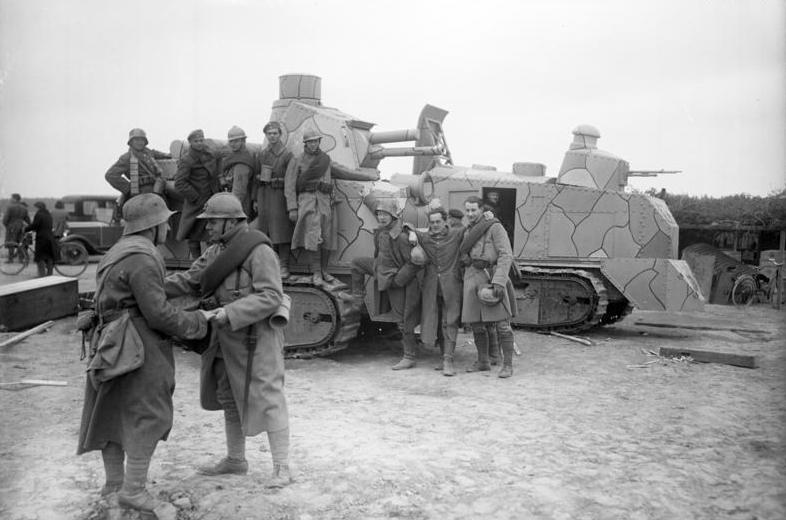
1930: Dreharbeiten zu Westfront 1918

- 1930: In Berlin wird Georg Wilhelm Pabsts Antikriegsfilm Westfront 1918 oder Vier von der Infanterie uraufgeführt.
- 1971: Das von Friedrich Dürrenmatt zu einer Oper umgeschriebene Theaterstück Der Besuch der alten Dame mit der Musik von Gottfried von Einem hat seine Uraufführung an der Wiener Staatsoper.
- 1984: Der Spielfilm Paris, Texas des deutschen Regisseurs Wim Wenders mit Harry Dean Stanton, Nastassja Kinski und Dean Stockwell in den Hauptrollen wird bei den Filmfestspielen von Cannes mit der Goldenen Palme ausgezeichnet.

### Gesellschaft

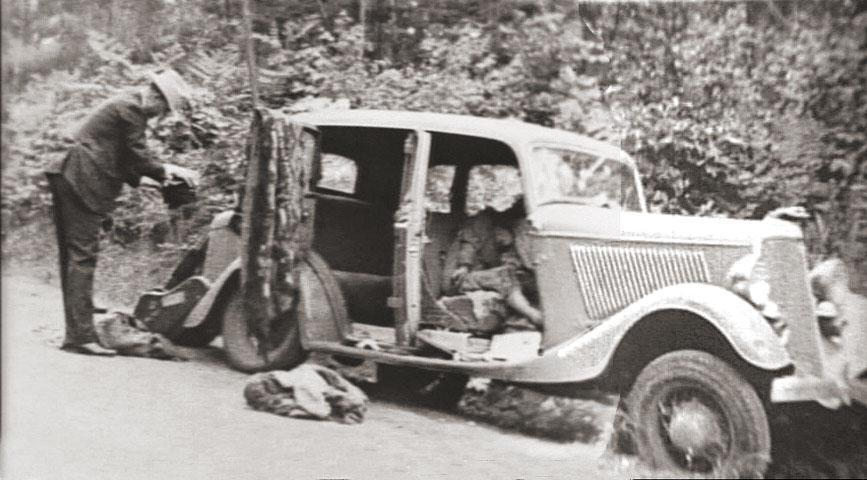
1934: Das Auto, in dem Bonnie und Clyde erschossen wurden

- 1934: Das amerikanische Gangsterpärchen Bonnie Parker und Clyde Barrow wird in der Nähe von Sailes im Bienville Parish, Louisiana, von Polizisten erschossen.

- 1990: Die letzte der Öffentlichkeit bekanntgewordene Sendung des Gong, eines DDR-Zahlensenders, ist zu hören
- 1992: Der italienische Strafverfolger und Mafiagegner Giovanni Falcone wird zusammen mit seiner Frau und drei Leibwächtern auf der Autobahn A29 auf Sizilien durch ein Sprengstoffattentat ermordet.
- 2000: Im japanischen Niigata beginnt der Prozess gegen den Mann, der im November 1990 ein neunjähriges Mädchen entführt und über neun Jahre lang gefangengehalten hat.

### Religion

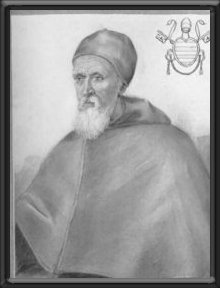
1555: Paul IV.

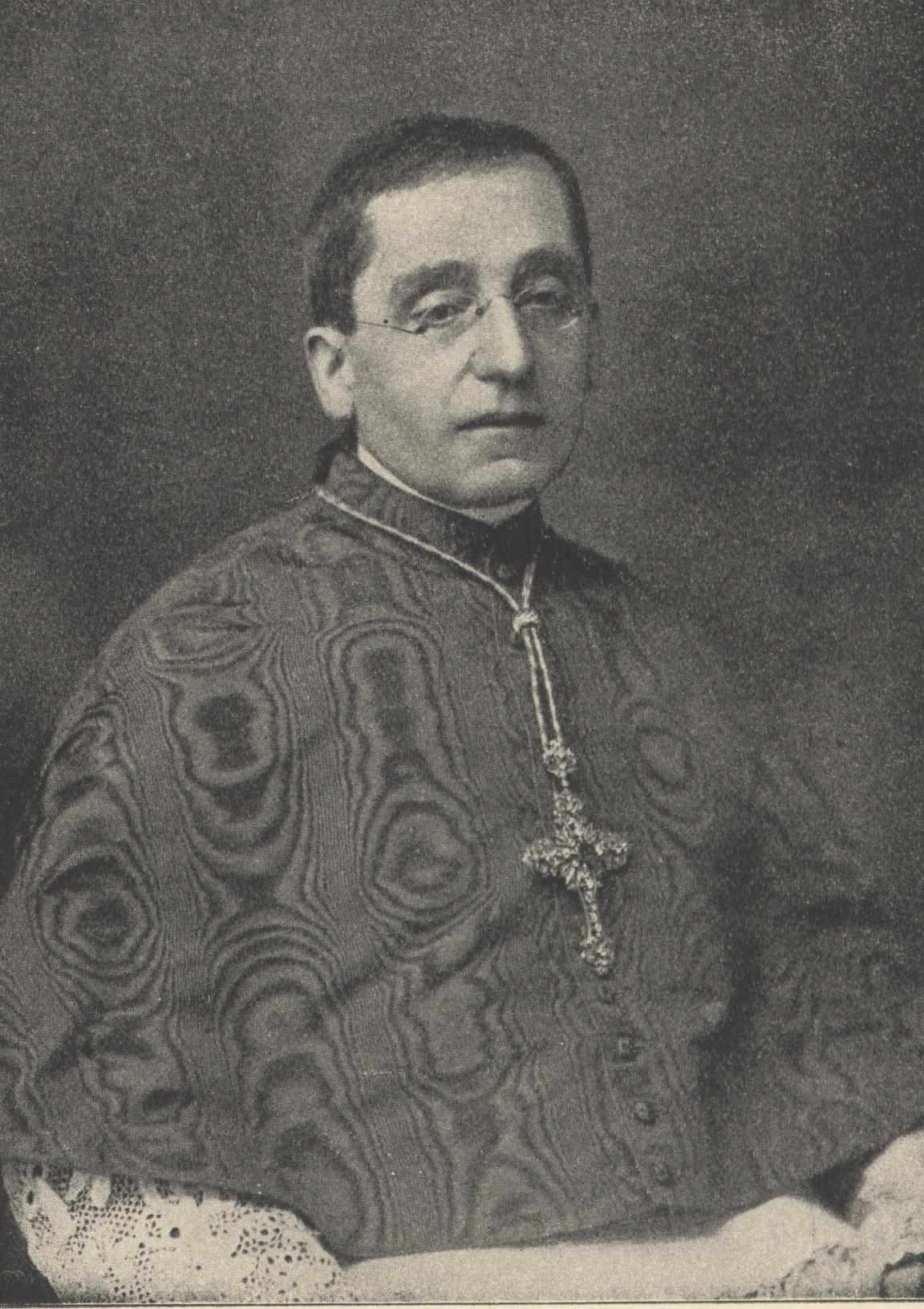
1920: Benedikt XV.

- 1555: Der 79-jährige Gian Pietro Carafa wird als Nachfolger des am 1. Mai verstorbenen Marcellus II. zum Papst gewählt und nimmt den Namen Paul IV. an.
- 1844: Der Bab verkündet der Verheißene aller Religionen und der Vorbote eines größeren Gottesboten als er selbst zu sein. Dieses Datum gilt als das Gründungsdatum des Babismus.
- 1887: Papst Leo XIII. beendet den Kulturkampf im deutschen Kaiserreich. Die Kirche akzeptiert unter anderem Zivilehe, staatliche Schulaufsicht und das Politikverbot für Priester.

- 1920: Papst Benedikt XV. stellt in seiner Enzyklika Pacem, Dei munus pulcherrimum den Frieden in den Mittelpunkt seiner Betrachtung und empfiehlt nach dem Ersten Weltkrieg die Versöhnung der Gegner. Einer Völkerbundidee gegenüber ist er positiv eingestellt.

### Katastrophen
Kleinere Unglücksfälle sind in den Unterartikeln von Katastrophe und in der Liste von Katastrophen aufgeführt.

### Sport

1909: SC Hakoah Wien

- 1909: Der jüdische Fußballverein VAC Budapest gibt ein Gastspiel gegen die zweite Mannschaft des Vienna Cricket and Football-Club. Der Leiter des Vereins ermuntert nach dem Spiel die jüdischen Spieler, eine eigene Mannschaft zu gründen. Das gilt als Anstoß für die Gründung des SC Hakoah Wien am 16. September.
- 2001: Im Giuseppe-Meazza-Stadion von Mailand gewinnt der FC Bayern München gegen den FC Valencia durch ein 5:4 im Elfmeterschießen zum ersten Mal die UEFA Champions League.
- 2001: Dem Franzosen Marco Siffredi gelingt als erstem Menschen eine Snowboard-Abfahrt vom Mount Everest.
- 2009: Der VfL Wolfsburg wird nach einem 5:1-Sieg gegen Werder Bremen am letzten Spieltag der Bundesliga-Saison 2008/2009 erstmals Deutscher Fußballmeister.
- 2018: Die Staatsanwaltschaft Frankfurt am Main erhebt im Zuge möglicher Schmiergeldzahlungen um die Fußball-Weltmeisterschaften 2006 wegen Steuerhinterziehung Anklage gegen Theo Zwanziger, Wolfgang Niersbach und Horst R. Schmidt. Sie wirft ihnen vor, dass der DFB mit der Zahlung 2005 ein Privatdarlehen von Robert Louis-Dreyfus an Franz Beckenbauer ausgeglichen und sie später unrechtmäßig als Betriebsausgabe geltend gemacht habe.

## Geboren

### Vor dem 18. Jahrhundert
- 1052: Philipp I., König von Frankreich
- 1100: Song Qinzong, neunter chinesischer Kaiser der Song-Dynastie
- 1127: Uijong, 18. König des koreanischen Goryeo-Reiches
- 1330: Gongmin Wang, 31. König des koreanischen Goryeo-Reiches
- 1549: Melchior von Rechenberg, sächsisch-schlesischer Adliger, Landeshauptmann der Grafschaft Glatz
- 1617: Elias Ashmole, englischer Wissenschaftler, Rechtsanwalt, Alchemist und Historiker
- 1629: Wilhelm VI., Landgraf von Hessen-Kassel
- 1641: Beat Fischer, Gründer der Post in der alten Stadt und Republik Bern
- 1644: Gabriel Grupello, flämischer Bildhauer
- 1654: Nicodemus Tessin der Jüngere, schwedischer Architekt
- 1669: Johann August von Elterlein, deutscher frühkapitalistischer Unternehmer
- 1674: James Scott, Earl of Dalkeith, schottischer Soldat
- 1676: Johann Bernhard Bach der Ältere, deutscher Komponist
- 1683: Antoine Pesne, französischer Maler, Hofmaler in Preußen

### 18. Jahrhundert

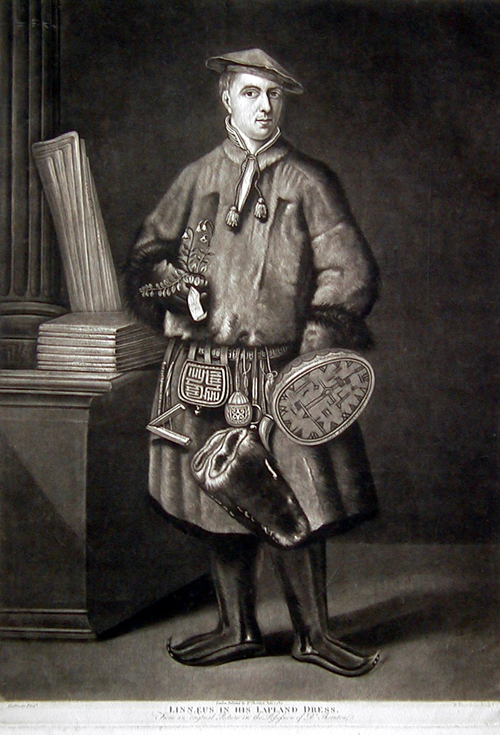
Carl von Linné (* 1707)

- 1707: Carl von Linné, schwedischer Botaniker und Taxonom
- 1710: François Gaspard Adam, französischer Bildhauer des Rokoko
- 1711: Ablay, kasachischer Khan
- 1711: Ulla Tessin, schwedischer Hofdame, Oberhofmeisterin und Gräfin
- 1725: Robert Bakewell, britischer Landwirt und Agronom
- 1730: August Ferdinand von Preußen, preußischer Generalmajor
- 1734: Franz Anton Mesmer, deutscher Arzt, Heiler und Begründer des Mesmerismus
- 1735: Charles Joseph de Ligne, österreichischer Feldmarschall
- 1736: Franz de Paula Karl von Colloredo, kaiserlicher Kabinetts- und Konferenzminister
- 1741: Andrea Lucchesi, italienischer Organist und Komponist
- 1748: Jeremiah Chase, Delegierter für Maryland im Kontinentalkongress
- 1751: Claude-François Achard, französischer Romanist und Provenzalist
- 1754: Andrea Appiani, italienischer Maler
- 1755: Bernhard Christoph Faust, deutscher Arzt, Begründer der Sonnenbaulehre
- 1766: Joseph von Zerboni di Sposetti, preußischer Beamter, Publizist, Dichter und Freimaurer
- 1769: Ludwig David Jacoby, deutscher Kunsthändler und Verleger
- 1772: Karl Georg Dümge, deutscher Historiker
- 1782: Franz Joseph Konstantin Schömann, deutscher Rechtswissenschaftler
- 1789: Franz Schlik zu Bassano und Weißkirchen, österreichischer General
- 1790: James Pradier, französischer Bildhauer
- 1790: Jules Dumont d’Urville, französischer Seefahrer und Polarforscher
- 1794: Ignaz Moscheles, böhmischer Komponist, Pianist und Musikpädagoge
- 1795: Charles Barry, englischer Architekt

### 19. Jahrhundert

#### 1801–1850
- 1809: Friedrich Christian Avé-Lallemant, deutscher Kriminalist, Schriftsteller und Sprachforscher
- 1809: Hugo von Kirchbach, preußischer General

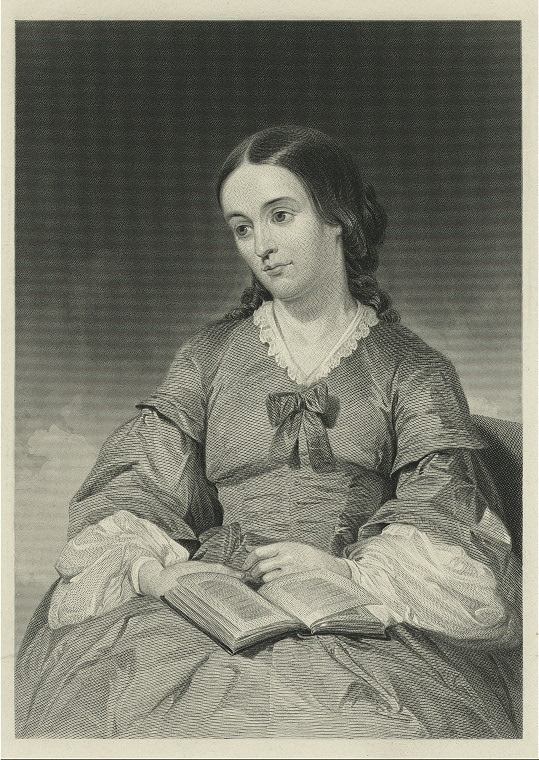
Margaret Fuller (* 1810)

- 1810: Margaret Fuller, US-amerikanische Schriftstellerin
- 1817: Gustave Adolphe Thuret, französischer Botaniker und Algologe
- 1819: Robert Ökoe, US-amerikanischer Politiker
- 1821: Felicia Skene, schottische Autorin, Philanthropin und Gefängnisreformerin
- 1823: Friedrich Strampfer, österreichischer Schauspieler und Theaterdirektor
- 1824: Ambrose Burnside, US-amerikanischer General der Unionsarmee und Politiker
- 1826: Kaspar Eisenkolb, rumäniendeutscher Komponist
- 1827: Milton Latham, US-amerikanischer Politiker
- 1829: Ole Richter, norwegischer Jurist, Redakteur und Politiker
- 1833: Johann Heinrich Bühler-Honegger, Schweizer Industrieller und Politiker
- 1837: Anatole Mallet, Schweizer Ingenieur
- 1837: Józef Wieniawski, polnischer Pianist und Komponist
- 1838: Alfred Kirchhoff, deutscher Geograf
- 1842: Emmanuel Gallard-Lépinay, französischer Marinemaler
- 1842: Maria Konopnicka, polnische Schriftstellerin

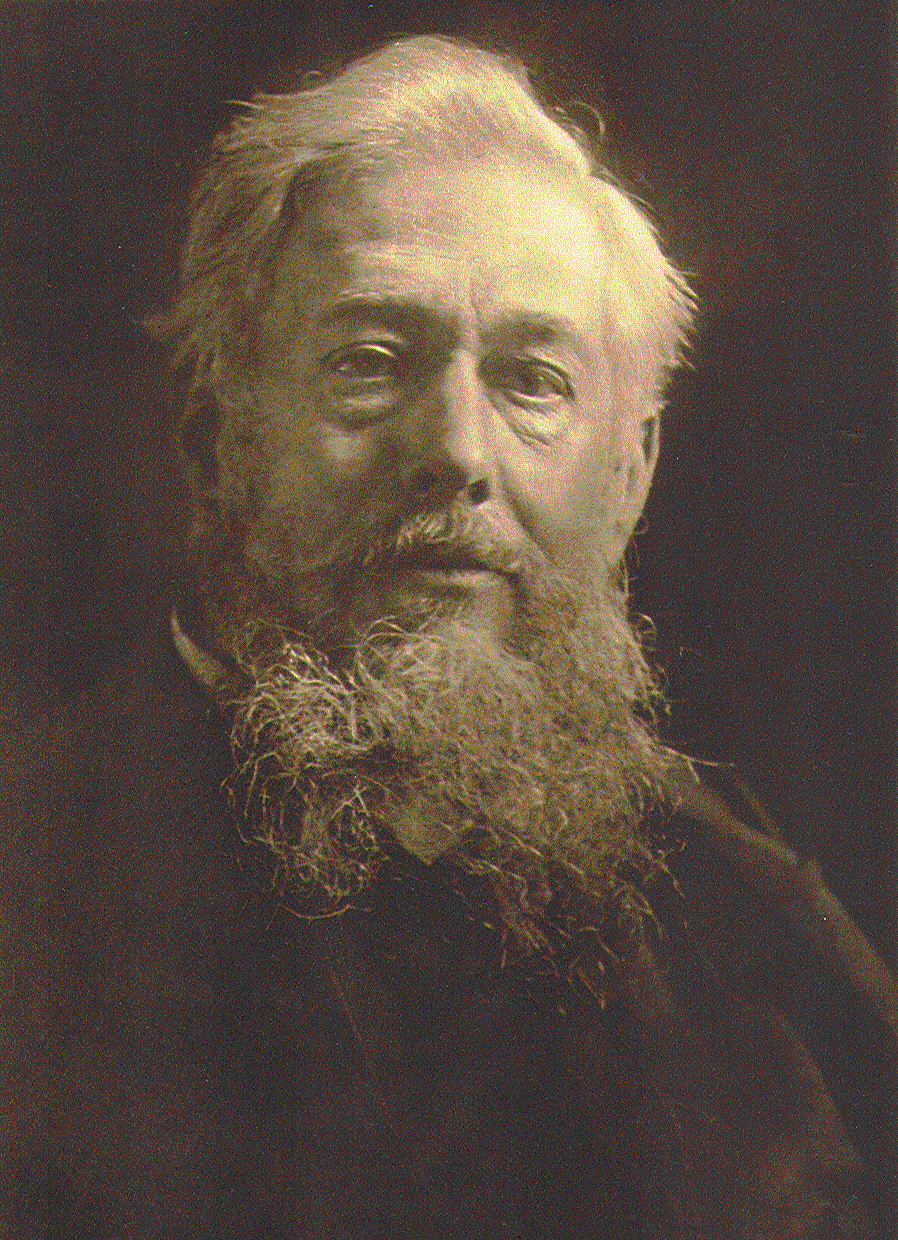
Justus Brinckmann (* 1843)

- 1843: Justus Brinckmann, deutscher Kunsthistoriker, Gründer des Museums für Kunst und Gewerbe Hamburg
- 1843: Joaquim Vayreda i Vila, katalanischer Maler
- 1844: ʿAbdul-Baha', persischer Schriftgelehrter, Lehrer und Führer der Bahai
- 1847: Heinrich Kämpchen, deutscher Schriftsteller
- 1848: Ernst von Ihne, deutscher Architekt und Hofbaumeister
- 1848: Otto Lilienthal, deutscher Pionier des Gleit- und Muskelkraftflugs
- 1848: Josef Pembaur der Ältere, österreichischer Dirigent, Komponist und Musiklehrer

#### 1851–1900
- 1851: Antoni Stolpe, polnischer Komponist
- 1860: Friedrich Losch, deutscher Pfarrer und Heimatforscher
- 1861: József Rippl-Rónai, ungarischer Maler
- 1862: Hermann Gunkel, deutscher Theologe
- 1864: Carlos de Mesquita, brasilianischer Komponist und Pianist
- 1866: Gustav Aschaffenburg, deutscher Psychiater

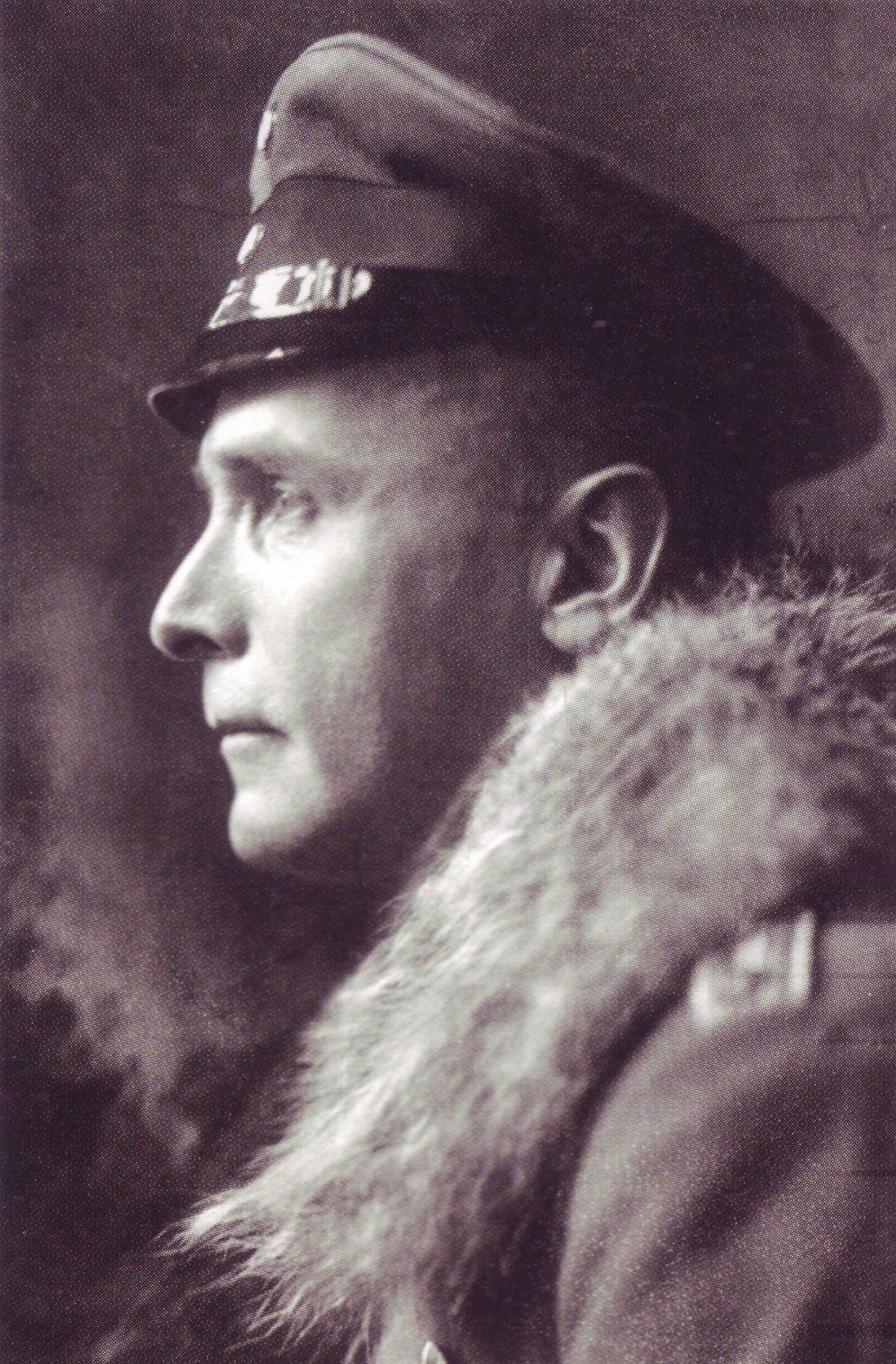
Harry Graf Kessler (* 1868)

- 1868: Harry Graf Kessler, deutscher Kunstsammler und Museumsdirektor, Mäzen, Essayist und Literat, Publizist, Diplomat und Pazifist
- 1871: St George Ashe, britischer Ruderer
- 1871: Käte Duncker, deutsche Pädagogin und Politikerin
- 1872: Julio Acosta García, Präsident von Costa Rica
- 1873: Leo Baeck, deutscher Rabbiner, Vertreter des liberalen Judentums
- 1874: Valerie Alport, deutsche Kunstsammlerin und Mäzenin
- 1874: Ludwig Frank, deutscher Jurist und Politiker
- 1874: Otto Rabbethge, deutscher Landwirt und Zuckerfabrikbesitzer
- 1876ː Phebe Naomi Watson, australische Pädagogin und Lehrerausbilderin
- 1877: Oktavia Aigner-Rollett, österreichische Medizinerin
- 1877: Thomas Hans Orde-Lees, Mitglied der Shackletons Endurance-Expedition, Bergsteiger und Pionier des Fallschirmspringens
- 1878: Maria Cälina von der Darstellung, französische Ordensfrau und Selige
- 1879: Harold Samuel, englischer Pianist und Komponist
- 1880: Gustaw Gwozdecki, polnisch-französischer Bildhauer, Maler, Grafiker und Kunstschriftsteller
- 1881: Ludwig Kaas, deutscher Theologe und Politiker
- 1881: Alexander Schitomirski, ukrainisch-russischer Komponist
- 1882: Francesco Alberti, Schweizer römisch-katholischer Geistlicher, Journalist und Politiker
- 1883: Ewald Banse, deutscher Geograph und Schriftsteller
- 1883: Douglas Fairbanks sen., US-amerikanischer Schauspieler
- 1884: Josef Nadler, deutscher Germanist und Literaturhistoriker
- 1884: Ernst Pündter, deutscher Schauspieler, Theaterleiter, Hörspielsprecher und -regisseur, sowie Sendeleiter
- 1886: Horacio Abadie Santos, uruguayischer Politiker, Rechtsanwalt und Journalist

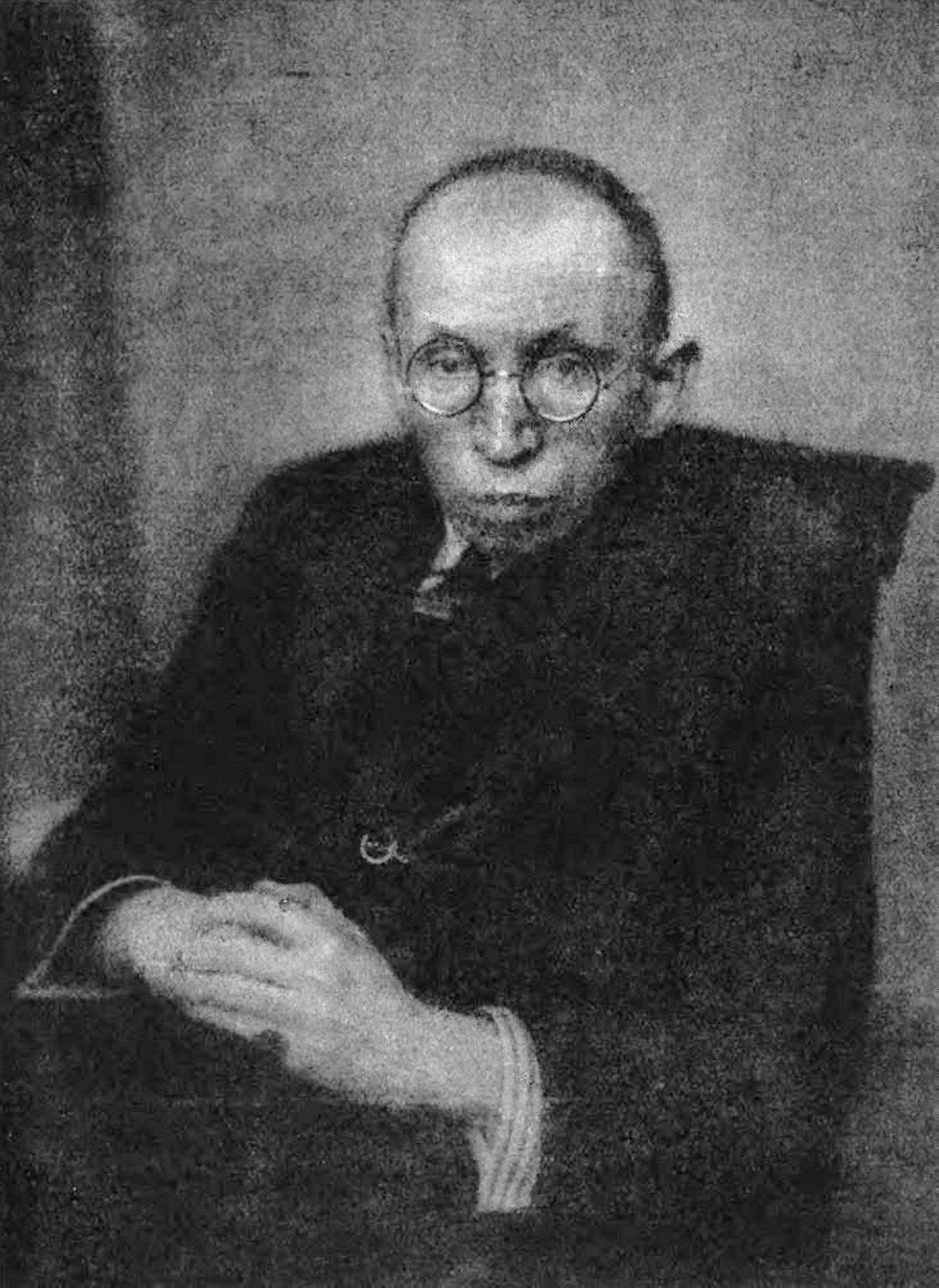
Max Herrmann-Neiße (* 1886)

- 1886: Max Herrmann-Neiße, deutscher Schriftsteller
- 1887: Albert Thoralf Skolem, norwegischer Mathematiker, Logiker und Philosoph
- 1889: Ernst Niekisch, deutscher Politiker, Schriftsteller und Widerstandskämpfer
- 1890: Lotte Hahm, prominente Aktivistin der Lesbenbewegung der Weimarer Republik
- 1890: Herbert Marshall, britischer Film- und Theaterschauspieler
- 1891: Pär Lagerkvist, schwedischer Schriftsteller und Dichter, Nobelpreisträger
- 1891: Felice Milano, italienischer Fußballspieler
- 1892: Pichichi, spanischer Fußballspieler
- 1895: Cäsar von Arx, Schweizer Dramatiker
- 1896: André Bloc, französischer Architekt und Bildhauer
- 1896: András Kuttik, ungarischer Fußballspieler und -trainer

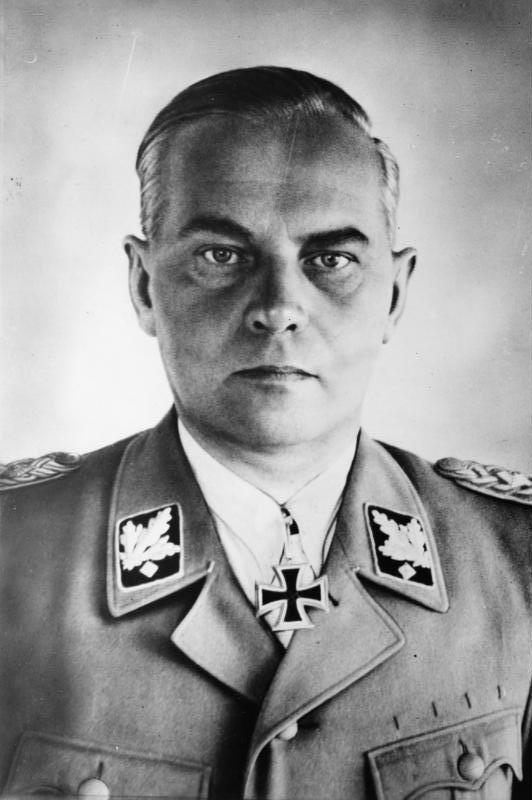
Felix Steiner (* 1896)

- 1896: Felix Steiner, deutscher Offizier und Schriftsteller
- 1897: Jimmie Guthrie, britischer Motorradrennfahrer
- 1897: Wilhelm Schwinn, deutscher Kommunalpolitiker und Landwirt
- 1898: Georgios Grivas, griechisch-zypriotischer Widerstandskämpfer
- 1898: Scott O’Dell, US-amerikanischer Schriftsteller
- 1898: Josef Terboven, deutscher Politiker, Reichskommissar für Norwegen
- 1898: Heinrich Zillich, deutscher Schriftsteller und Dichter
- 1899: Josef Aust, deutscher Politiker
- 1899: Jeanne d’Autremont, französische Schachspielerin
- 1900: Hans Frank, deutscher Jurist und Politiker, Kriegsverbrecher

### 20. Jahrhundert

#### 1901–1925
- 1901: Harri Bading, deutscher Politiker, MdB
- 1901: Semjon Lwowitsch Ginsburg, russischer Musikwissenschaftler
- 1903: Felice Mario Boano, italienischer Fahrzeugdesigner
- 1903: Curt Hasenpflug deutscher Komponist, Jazz- und Unterhaltungsmusiker
- 1903: Charles W. Morris, US-amerikanischer Semiotiker und Linguist
- 1903: Walter Reisch, US-amerikanischer Drehbuchautor und Filmregisseur
- 1904: Erich Beyreuther, deutscher lutherischer Kirchenhistoriker
- 1905: Eugène Dussous, französischer Automobilrennfahrer

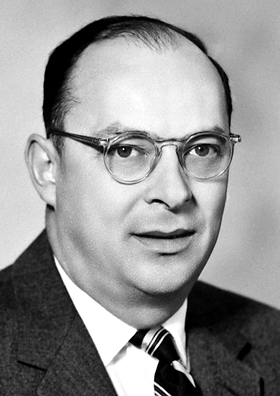
John Bardeen (* 1908)

- 1908: John Bardeen, US-amerikanischer Physiker, Nobelpreisträger
- 1908: Duncan Black, britischer Ökonom
- 1908: Hélène Boucher, französische Pilotin
- 1908: Annemarie Schwarzenbach, Schweizer Schriftstellerin und Journalistin
- 1909: Werner Wittig, deutscher Radsportler
- 1910: Scatman Crothers, US-amerikanischer Sänger und Schauspieler
- 1910: Artie Shaw, US-amerikanischer Musiker
- 1911: Paul Augustin Mayer, deutscher Kurienkardinal
- 1911: Ernst Voigt, deutscher Erprobungsflieger der Wehrmacht
- 1912: Harry Åhman, schwedischer Fernschachmeister und Schachorganisator

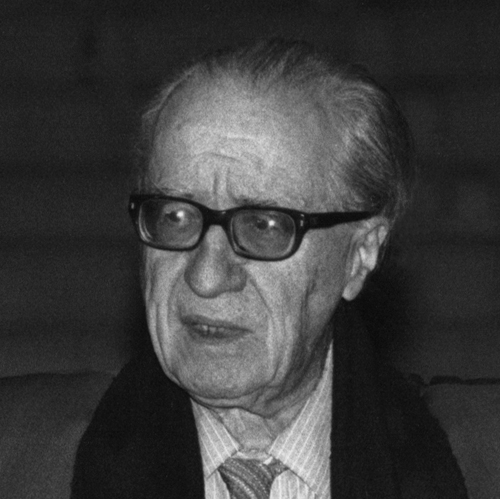
Jean Françaix (* 1912)

- 1912: Jean Françaix, französischer Komponist
- 1912: Hugo Haß, deutscher Generalmajor
- 1913: Seizō Suzuki, japanischer Rosenzüchter
- 1914: Auguste Anglès, französischer Romanist und Literaturwissenschaftler
- 1915: Jakob Alder, Schweizer Volksmusikant
- 1915: Clyde E. Wiegand, US-amerikanischer Physiker, Mitentdecker des Anti-Protons
- 1916: Horst Krüger, deutscher General
- 1917: Edward N. Lorenz, US-amerikanischer Meteorologe, Entdecker des Schmetterlingseffekt
- 1918: Abie Ames, US-amerikanischer Jazz-, Blues- und Boogie-Woogiepianist
- 1919: Ruth Fernández, puerto-ricanische Sängerin
- 1920: Annette von Aretin, erste Fernsehansagerin des Bayerischen Rundfunks
- 1921: James Blish, US-amerikanischer Science-Fiction-Schriftsteller
- 1921: Erwin Grochla, deutscher Betriebswirtschaftler
- 1921: Humphrey Lyttelton, britischer Jazz-Musiker
- 1921: Grigori Naumowitsch Tschuchrai, sowjetischer Filmregisseur
- 1922: Esther M. Conwell, US-amerikanische Physikerin

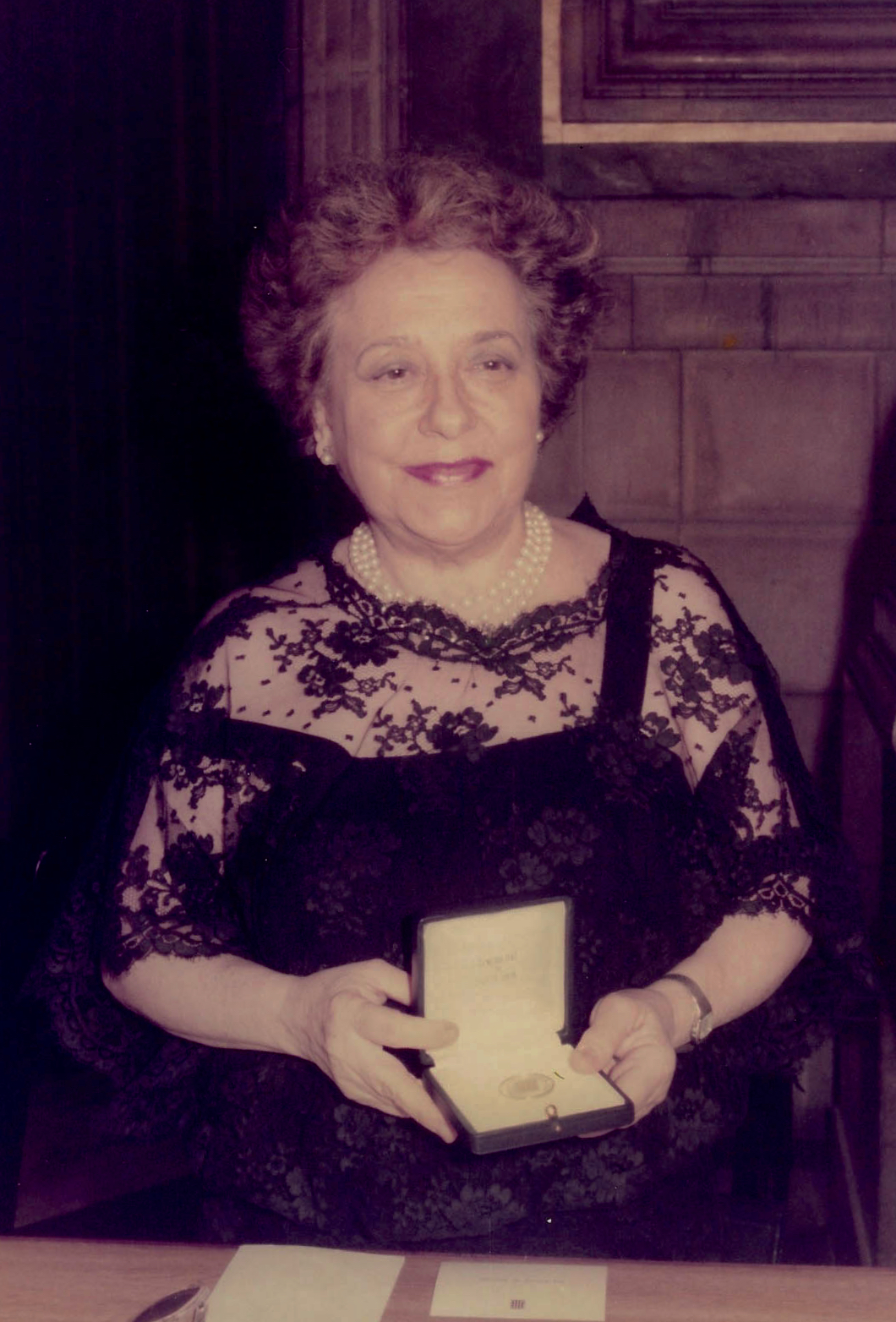
Alicia de Larrocha (* 1923)

- 1923: Alicia de Larrocha, spanische Pianistin
- 1923: Frida Poeschke, deutsches Mordopfer, Lebensgefährtin von Shlomo Lewin
- 1923: Joseph Roman, US-amerikanischer Schauspieler
- 1924: Karlheinz Deschner, deutscher Schriftsteller
- 1924: Flora Groult, französische Schriftstellerin und Journalistin
- 1924: Antje Huber, deutsche Politikerin, MdB
- 1925: Joseph James, US-amerikanischer Automobilrennfahrer
- 1925ː Randi Kolstad, norwegische Schauspielerin
- 1925: Joshua Lederberg, US-amerikanischer Genetiker

#### 1926–1950
- 1926: Horst Flick, deutscher Fernsehregisseur
- 1926ː Marisa Merz, italienische Installationskünstlerin und Malerin

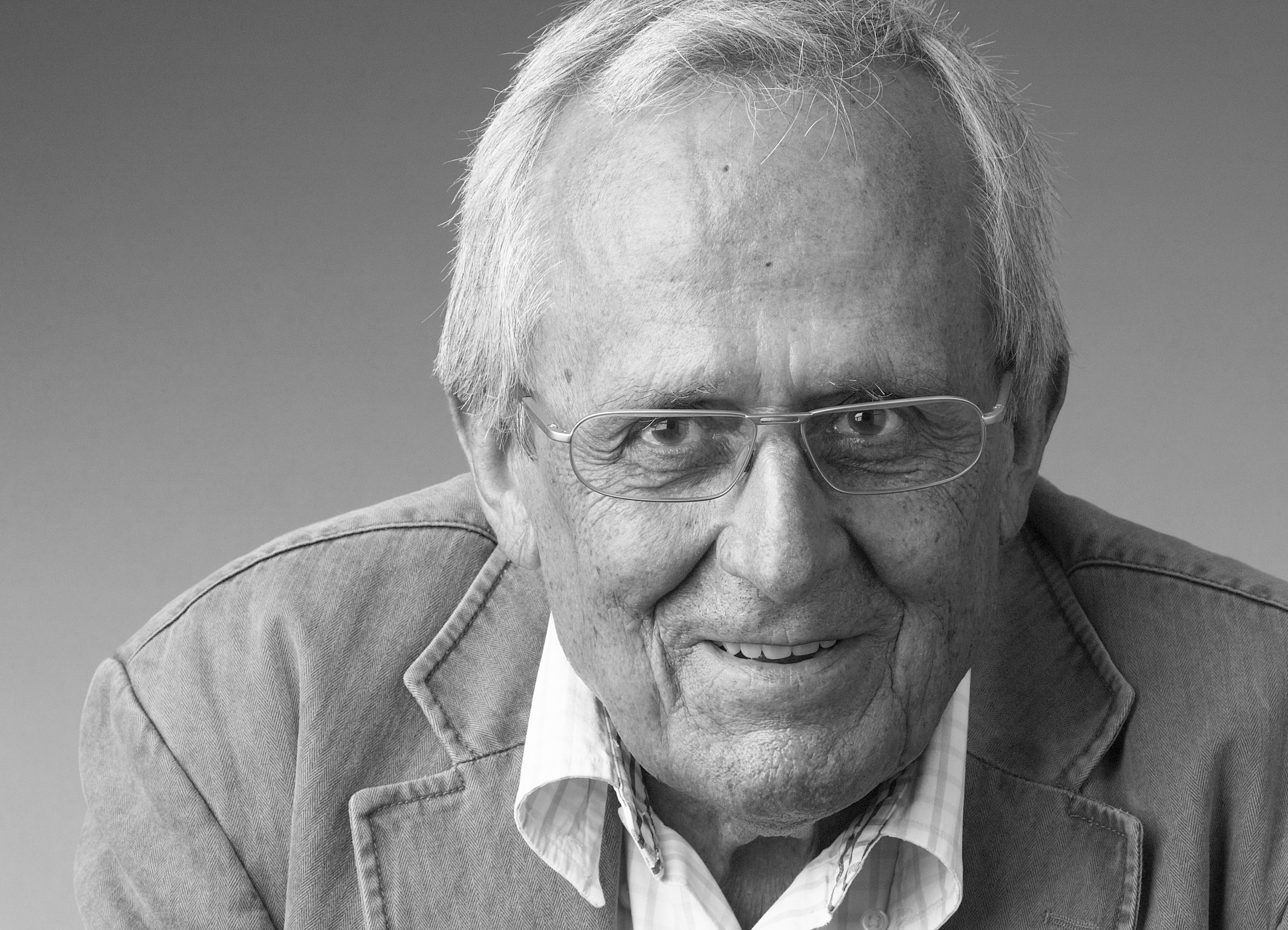
Dieter Hildebrandt (* 1927)

- 1927: Dieter Hildebrandt, deutscher Kabarettist
- 1927: Wilhelm Wannemacher, deutscher Pädagoge, Sachbuchautor und Schriftsteller
- 1928: Hans Blum, deutscher Komponist und Texter, Musikproduzent und Sänger
- 1928: Rosemary Clooney, US-amerikanische Schauspielerin, Pop- und Jazzsängerin
- 1928: Pauline Julien, kanadische Sängerin und Schauspielerin
- 1928: Jesse Thomas, US-amerikanischer American-Football-Spieler
- 1929: Gernot Böttrich, deutscher Apotheker, Unternehmer und Fußballfunktionär
- 1929: Ulla Jacobsson, schwedische Schauspielerin
- 1930: Friedrich Achleitner, österreichischer Schriftsteller
- 1930: Richard Anuszkiewicz, US-amerikanischer Maler und Grafiker
- 1931: Rex Austin, neuseeländischer Politiker
- 1931: Lucian Mureșan, rumänischer Kardinal
- 1932: Dino Sani, brasilianischer Fußballspieler
- 1932: Les Spann, US-amerikanischer Jazzmusiker
- 1932: Henning Tolle, deutscher Mathematiker

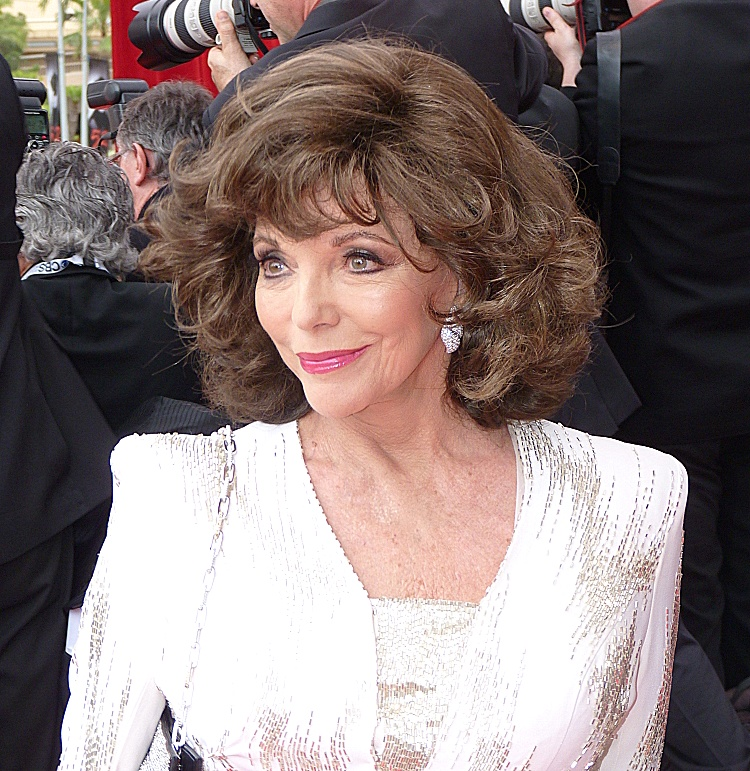
Joan Collins (* 1933)

- 1933: Joan Collins, britische Schauspielerin
- 1933: Ove Fundin, schwedischer Bahnsportler
- 1933: Sergio Gonella, italienischer Fußballschiedsrichter
- 1933: Alberto Natusch Busch, bolivianischer Militär und Staatspräsident
- 1933: Ceija Stojka, österreichische Schriftstellerin und Künstlerin der Lovara-Roma, Holocaust-Überlebende
- 1934: Syd Millar, irischer Rugbyspieler und -funktionär, Vorsitzender des Weltverbands
- 1934: Robert Moog, US-amerikanischer Erfinder des Moog-Synthesizers
- 1935: Susan Cooper, britische Schriftstellerin
- 1936: Luitwin Gisbert von Boch-Galhau, deutscher Unternehmer
- 1936: Herbert Demetz, italienischer Automobilrennfahrer
- 1936: Ingeborg Hallstein, deutsche Opernsängerin
- 1936: Charles Kimbrough, US-amerikanischer Schauspieler und Synchronsprecher

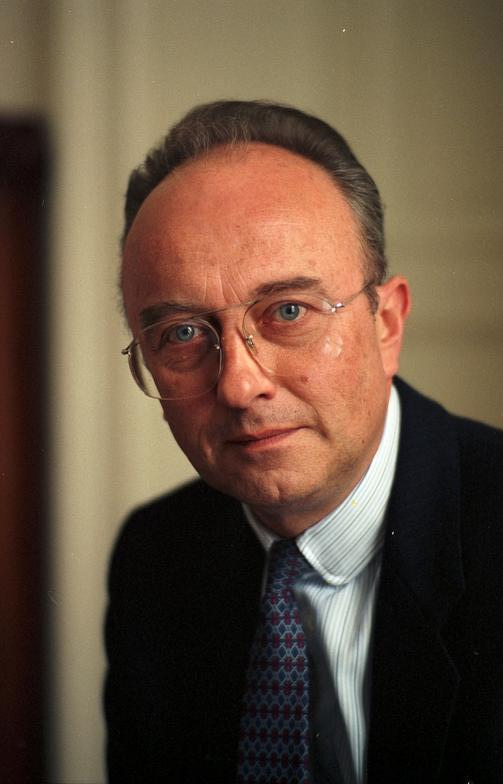
Rupert Scholz (* 1937)

- 1937: Rupert Scholz, deutscher Politiker, MdB
- 1937: John Shaw, australischer Segler
- 1938: Gisela Babel, deutsche Politikerin, MdB
- 1938: Klaus Dahlen, deutscher Schauspieler
- 1938: Daniel Humair, Schweizer Jazz-Schlagzeuger
- 1939: Reinhard Hauff, deutscher Regisseur
- 1939: Marvin Stamm, US-amerikanischer Jazztrompeter
- 1939: Konrad Toenz, Schweizer Radiojournalist
- 1939: Kent Westberry, US-amerikanischer Country- und Rockabilly-Musiker
- 1940: Cora Sadosky, argentinische Mathematikerin
- 1941: Otto Andrae, Schweizer Trompeten- und Posaunenspieler
- 1941: Roderik de Man, niederländischer Komponist
- 1942ː Inken Baller, deutsche Architektin
- 1942: Robert G. Bergman, US-amerikanischer Chemiker
- 1942: Johannes Fried, deutscher Historiker

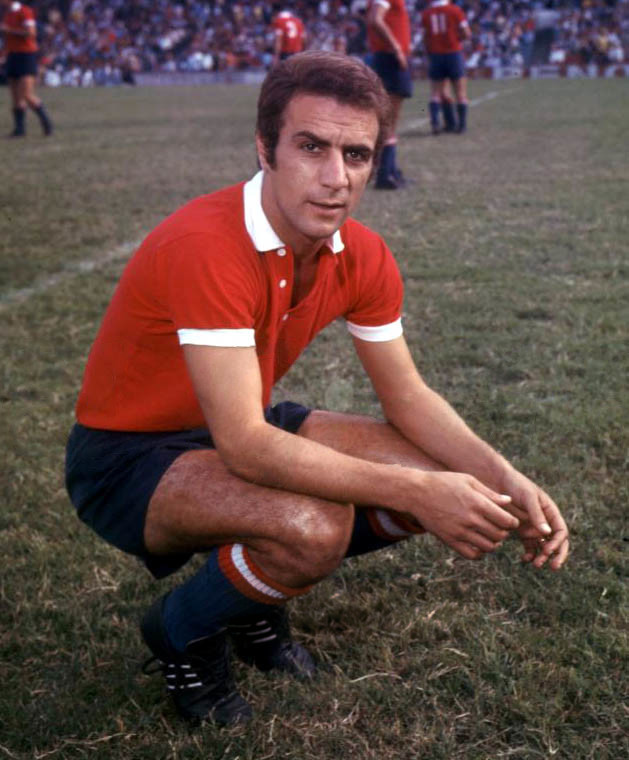
José Pastoriza (* 1942)

- 1942: José Pastoriza, argentinischer Fußballspieler und -trainer
- 1943: Béla Ternovszky, ungarischer Trickfilmanimator und -regisseur
- 1945: Lauren Chapin, US-amerikanische Schauspielerin
- 1946: Don Moye, US-amerikanischer Jazz-Schlagzeuger, Sänger und Komponist
- 1946: Ernst Schubert, deutscher Historiker
- 1946: Ruth Underwood, US-amerikanische Perkussionistin
- 1947: Richie Beirach, US-amerikanischer Jazzmusiker
- 1947: Jean-Jacques Kravetz, französischer Keyboarder und Saxophonist
- 1947: Anton Magerl, deutscher Agrarwissenschaftler und Beamter
- 1949: Carol Barnett, US-amerikanische Komponistin und Flötistin
- 1949: Alan García, peruanischer Staatspräsident
- 1949: Sepp Trütsch, Schweizer Sänger und Moderator von Volksmusiksendungen
- 1950: William Barr, US-amerikanischer Politiker
- 1950: Matthias Holtmann, deutscher Rundfunkmoderator und Schlagzeuger (Triumvirat)
- 1950: Karl Knaup, deutscher Schauspieler

#### 1951–1975

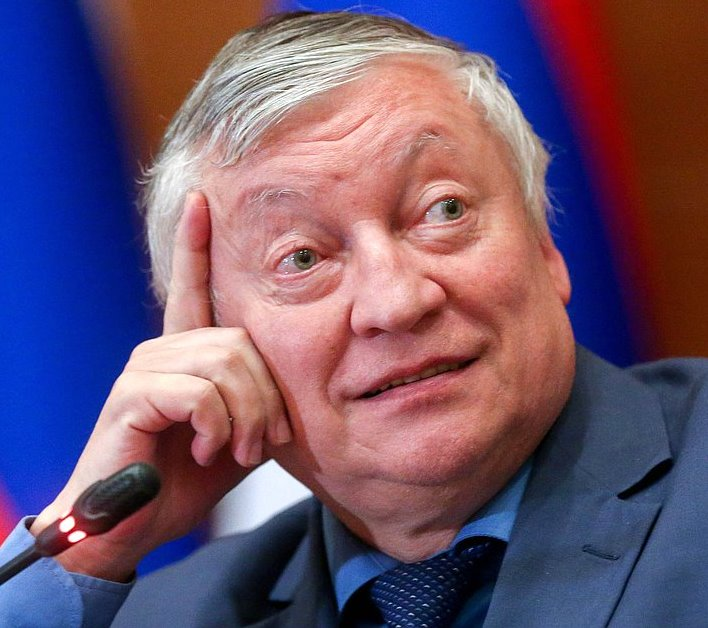
Anatoli Karpow (* 1951)

- 1951: Anatoli Jewgenjewitsch Karpow, russischer Schachspieler
- 1951: Reinhard Pfundt, deutscher Komponist
- 1951: Don Warrington, britischer Schauspieler
- 1951: Alexander Nikiforowitsch Woronin, sowjetisch-russischer Gewichtheber, Olympiasieger
- 1952: Deborah Adair, US-amerikanische Schauspielerin
- 1953: Marlies Ahlert, deutsche Wirtschaftswissenschaftlerin
- 1953: Nina Matthies, US-amerikanische Volleyball- und Beachvolleyballspielerin
- 1953: Agathe Uwilingiyimana, ruandische Premierministerin
- 1954: Charytín Goyco, dominikanische Sängerin, Fernsehmoderatorin und Schauspielerin
- 1954: Paolo Olmi, italienischer Dirigent
- 1955: Nat Adderley jr., US-amerikanischer Arrangeur, Komponist und Pianist
- 1955: Josef Saile, deutscher Fußballspieler
- 1956: Christoph Antweiler, deutscher Ethnologe

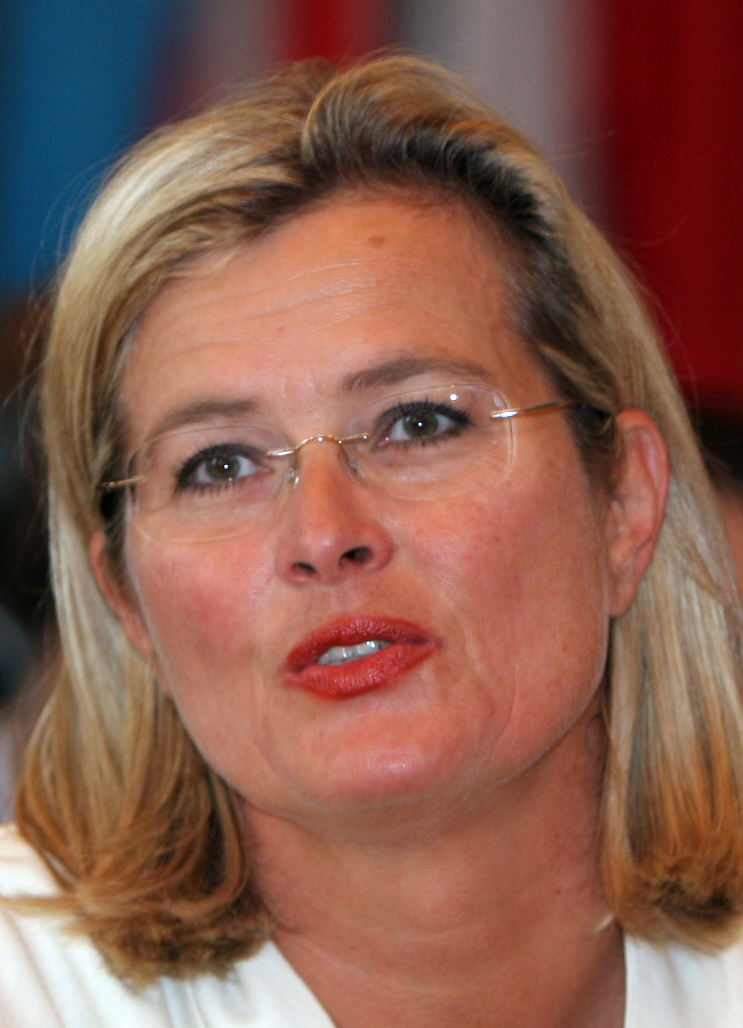
Ursula Plassnik (* 1956)

- 1956: Ursula Plassnik, österreichische Politikerin und Bundesministerin
- 1957: Patrick Gonin, französischer Automobilrennfahrer
- 1958: Thomas Bestvater, Schweizer Schauspieler
- 1958: François Feldman, französischer Sänger
- 1958: Thomas Reiter, deutscher Astronaut
- 1958: Shelly West, US-amerikanische Country-Sängerin
- 1960: Linden Ashby, US-amerikanischer Schauspieler
- 1960: Thierry Carrel, Schweizer Kardiologe
- 1961: Daniele Massaro, italienischer Fußballspieler
- 1963: Viviane Baladi, französisch-schweizerische Mathematikerin
- 1963: Gabi Burgstaller, österreichische Politikerin, Landeshauptfrau von Salzburg
- 1964: Raik Arnold, deutscher Judoka
- 1964: Salvatore Carta, italienischer Offizier
- 1964: Carrie Crowley, irische Schauspielerin und Fernsehmoderatorin
- 1964: Thomas Haßlberger, deutscher Skispringer
- 1964: Norbert Kollmer, deutscher Jurist
- 1964: Angela Kovács, schwedische Schauspielerin
- 1964: Wilson Carlos Mano, brasilianischer Fußballspieler

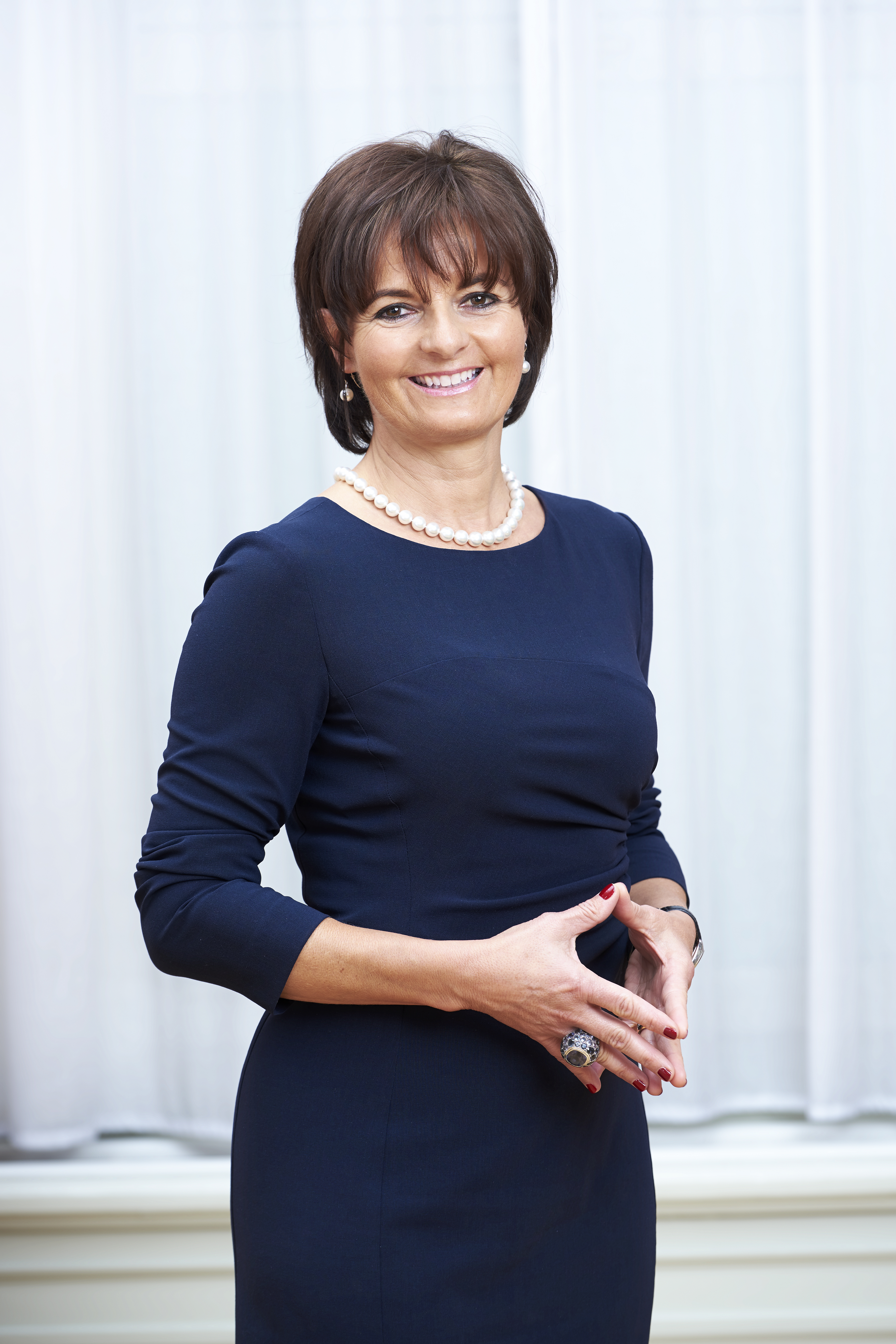
Ruth Metzler (* 1964)

- 1964: Ruth Metzler, Schweizer Politikerin, Bundesrätin
- 1964: Beate Nodes, deutsche Autorennfahrerin
- 1965: Christine Antorini, dänische Politikerin
- 1965: Christine Maier, Schweizer Fernsehmoderatorin
- 1965: Tom Tykwer, deutscher Filmregisseur
- 1966: Árni Páll Árnason, isländischer Politiker
- 1966: Claudia Christina, deutsche Moderatorin und Sängerin
- 1966: Ulrich Schuppler, deutscher Handballspieler
- 1967: Héctor Acosta, dominikanischer Sänger und Komponist
- 1967: Didier Cottaz, französischer Automobilrennfahrer und Unternehmer
- 1967: Gregor Hübner, deutscher Komponist, Violinist und Pianist
- 1967: Charlie Hunter, US-amerikanischer Jazz-, Rock- und Fusion-Gitarrist
- 1967: Wotan Wilke Möhring, deutscher Schauspieler
- 1968: Marc Jongen, deutscher Politiker und Philosoph
- 1969: Laurent Aïello, französischer Auto-Rennfahrer
- 1969: Natasha Arthy, dänische Regisseurin, Produzentin und Drehbuchautorin
- 1969: Cathy Féchoz, französische Freestyle-Skierin
- 1970: Didier Ahadsi, togolesischer Kunsthandwerker
- 1970: Jigal Amir, israelischer Terrorist
- 1970: Olivier Couvreur, französischer Automobilrennfahrer
- 1970: Billy Hamill, US-amerikanischer Speedwayfahrer

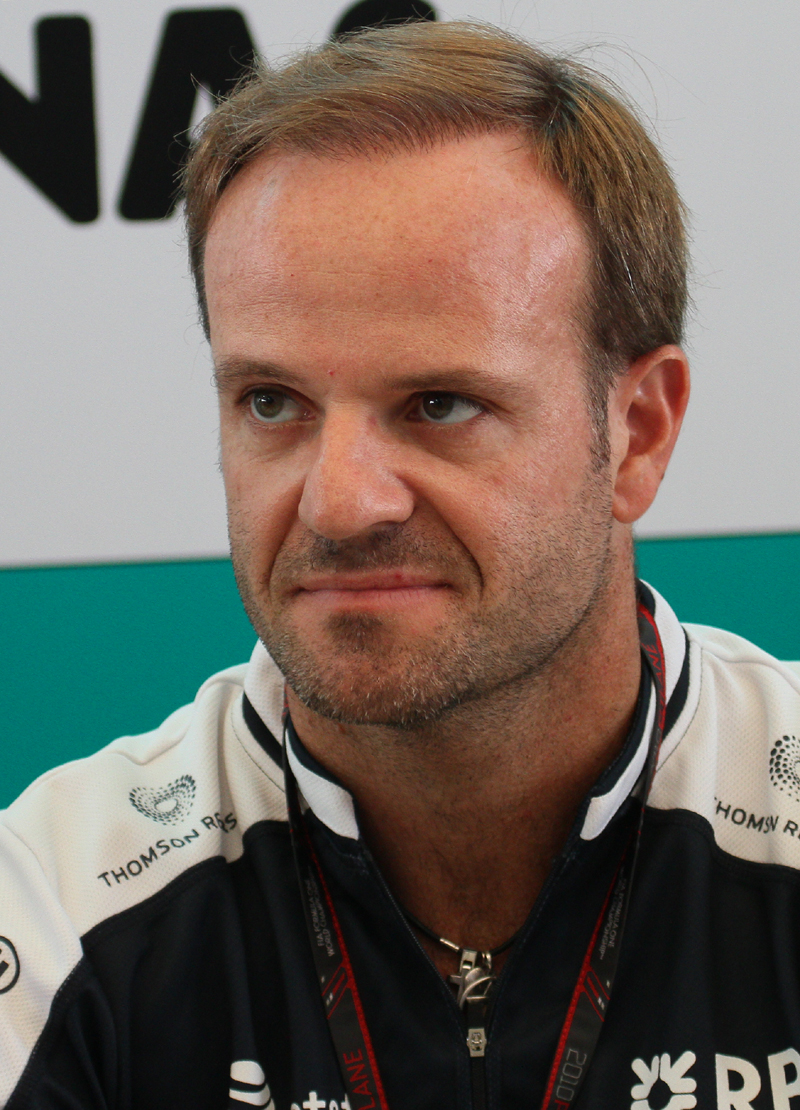
Rubens Barrichello (* 1972)

- 1972: Rubens Barrichello, brasilianischer Automobilrennfahrer
- 1972: Michael Bezold, deutscher Schachgroßmeister
- 1972: Wowo Habdank, deutscher Schauspieler und Sprecher
- 1972: Stephanie Japp, Schweizer Schauspielerin
- 1974: Jewel, US-amerikanische Sängerin
- 1974: Mellow Mark, deutscher Rap-, Reggae- und Soul-Musiker
- 1974: Manuela Schwesig, deutsche Politikerin, MdL, Landes- und Bundesministerin, Ministerpräsidentin von Mecklenburg-Vorpommern
- 1974: Gisa Zach, deutsche Schauspielerin
- 1975: Darcy James Argue, kanadischer Jazz-Pianist, Komponist, Arrangeur und Bigband-Leader
- 1975: Jon Fogarty, US-amerikanischer Automobilrennfahrer

#### 1976–2000
- 1976: Agnieszka Chylińska, polnische Sängerin und Schauspielerin
- 1976: Aris Sas, österreichischer Sänger und Schauspieler
- 1977: Richard Ayoade, britischer Comedian, Autor, Schauspieler und Regisseur
- 1977: Heather Wahlquist, US-amerikanische Schauspielerin
- 1978: Dario Dabac, kroatischer Fußballspieler und -trainer
- 1980: Theofanis Gekas, griechischer Fußballspieler
- 1980: Sascha Heribert Wagner, deutscher Politiker
- 1981: Janine Wissler, deutsche Politikerin
- 1982: Malene Mortensen, dänische Sängerin

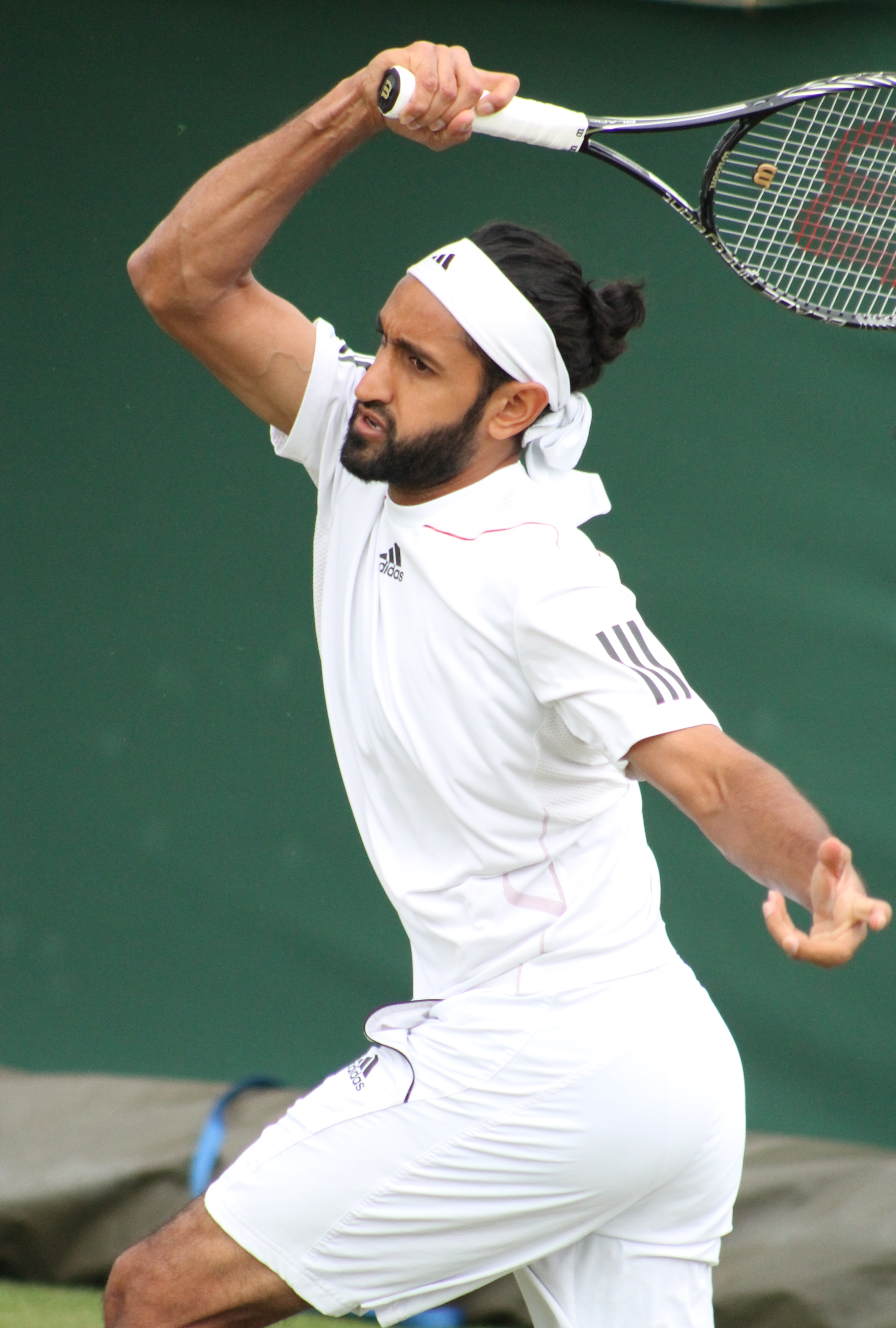
Adil Shamasdin (* 1982)

- 1982: Adil Shamasdin, kanadischer Tennisspieler
- 1983: Heidi Range, britische Sängerin
- 1984: Hugo Almeida, portugiesischer Fußballspieler
- 1984: Jakob Mayerhöfer, deutscher Basketballspieler
- 1984: Lisa-Marie Woods, norwegische Fußballspielerin
- 1985: Nicky Adler, deutscher Fußballspieler
- 1985: Teimuras Besikowitsch Gabaschwili, russisch-georgischer Tennisspieler
- 1985: Sebastián Fernández, uruguayischer Fußballspieler
- 1986: Bastian von Bömches, deutscher Schauspieler
- 1986: Claudia Helene Hinterecker, deutsche Schauspielerin
- 1986: Angela Martini, albanisch-schweizerisches Model
- 1986: Ruben Zadkovich, australischer Fußballspieler
- 1988: Angelo Ogbonna, italienischer Fußballspieler
- 1989: Mario Vrančić, deutscher Fußballspieler
- 1990: Stephane Assengue, kamerunischer Fußballspieler
- 1990: Ricardo dos Santos, brasilianischer Windsurfer
- 1990: Maike Schirmer, deutsche Handballspielerin
- 1991: Jan Artmann, deutscher Handballspieler
- 1991: Daniel Hemetsberger, österreichischer Skirennläufer

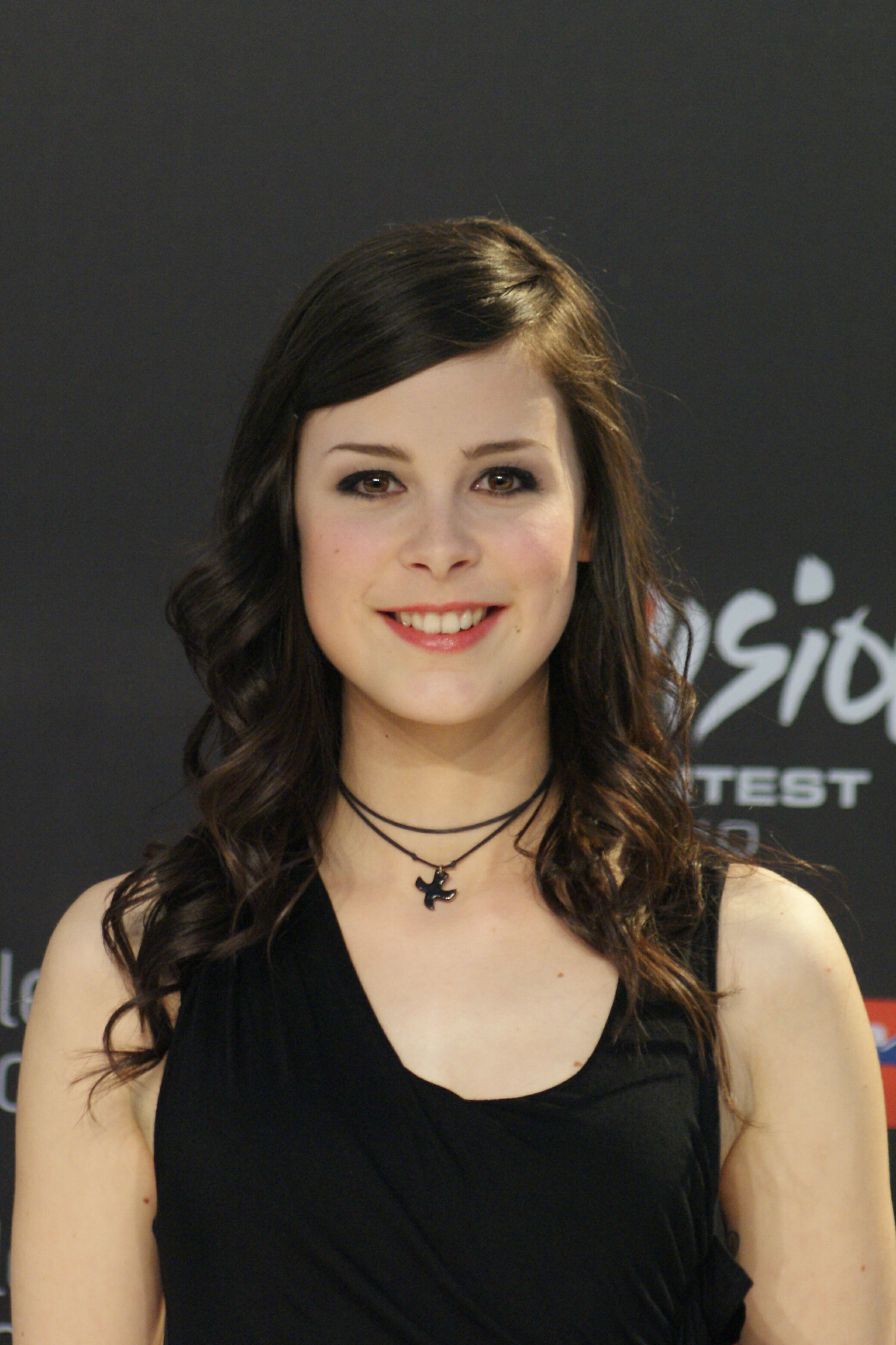
Lena Meyer-Landrut (* 1991)

- 1991: Lena Meyer-Landrut, deutsche Sängerin, ESC-Gewinnerin 2010
- 1991: Côme Ledogar, französischer Automobilrennfahrer
- 1993: Sargis Adamyan, armenischer Fußballspieler
- 1993: Eseosa Aigbogun, schweizerisch-nigerianische Fußballspielerin
- 1993: Dawid Podsiadło, polnischer Sänger
- 1995: Lorenzo Rota, italienischer Radrennfahrer
- 1995: Seo Young-jae, südkoreanischer Fußballspieler
- 1996: Katharina Althaus, deutsche Skispringerin
- 1996: Elias Kolega, kroatischer Skirennläufer
- 1997: Cassandre Beaugrand, französische Triathletin
- 1997: Robyn Byrne, irische Dartspielerin
- 1997: Emily Dickson, kanadische Biathletin
- 1997: Alina Reh, deutsche Leichtathletin
- 1998: Sérgio Sette Câmara, brasilianischer Automobilrennfahrer
- 1998: Harry Paton, kanadischer Fußballspieler
- 1999: Natnael Tesfatsion, eritreischer Radrennfahrer
- 2000: Greta Bohacek, deutsche Kinderdarstellerin

### 21. Jahrhundert
- 2001: Renārs Birkentāls, lettischer Biathlet
- 2001: Martin Uldal, norwegischer Biathlet

## Gestorben

### Vor dem 16. Jahrhundert
- 1067: Konstantin X., Kaiser des Byzantinischen Reichs

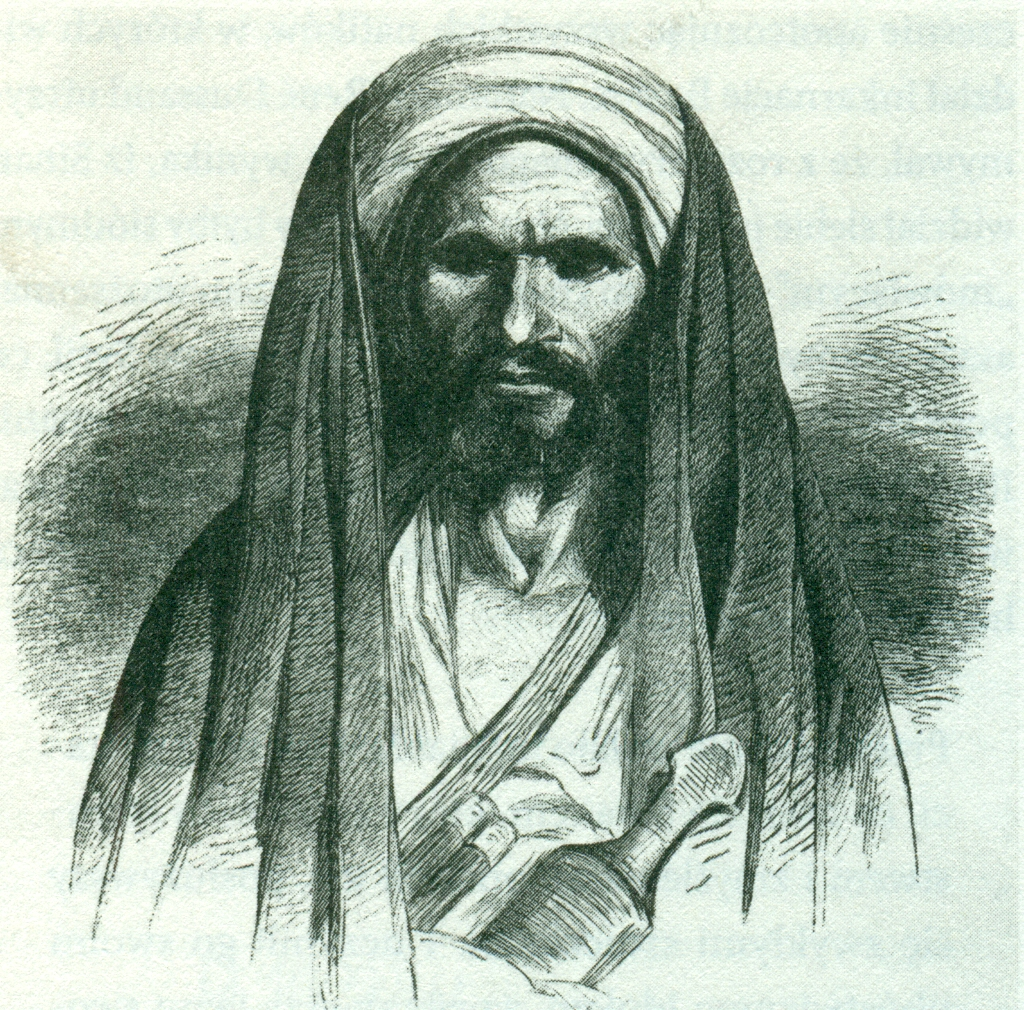
Hasan-i Sabbāh († 1124)

- 1124: Hasan-i Sabbāh, Missionar der Ismailiten (Assassinen)
- 1125: Heinrich V., römisch-deutscher Kaiser, letzter Herrscher aus dem Haus der Salier
- 1144: Petronilla, Gräfin von Holland
- 1203: Bernhard von Ibbenbüren, Bischof von Paderborn
- 1251: Berthold V., Graf von Andechs-Meran, Erzbischof von Kalocsa und Patriarch von Aquileia
- 1304: Jehannot de Lescurel, Trouvère
- 1331: Johannes I. Pfefferhard, Bischof von Chur
- 1336: Wacław von Płock, Herzog von Masowien
- 1369: Lewis Cherleton, Bischof von Hereford
- 1370: Toghan Timur, letzter Kaiser der mongolischen Yuan-Dynastie in China
- 1394: Johannes Walther, Spitalmeister des Kreuzherrenklosters in Memmingen
- 1403: Walram von Thierstein, Herr zu Pfeffingen
- 1423: Benedikt XIII., Gegenpapst
- 1427: Rudolf von der Planitz, Bischof von Meißen
- 1450: Helena Dragaš, byzantinische Kaiserin
- 1482: Mary of York, englische Prinzessin
- 1495: Guillaume Gouffier, französischer Adliger

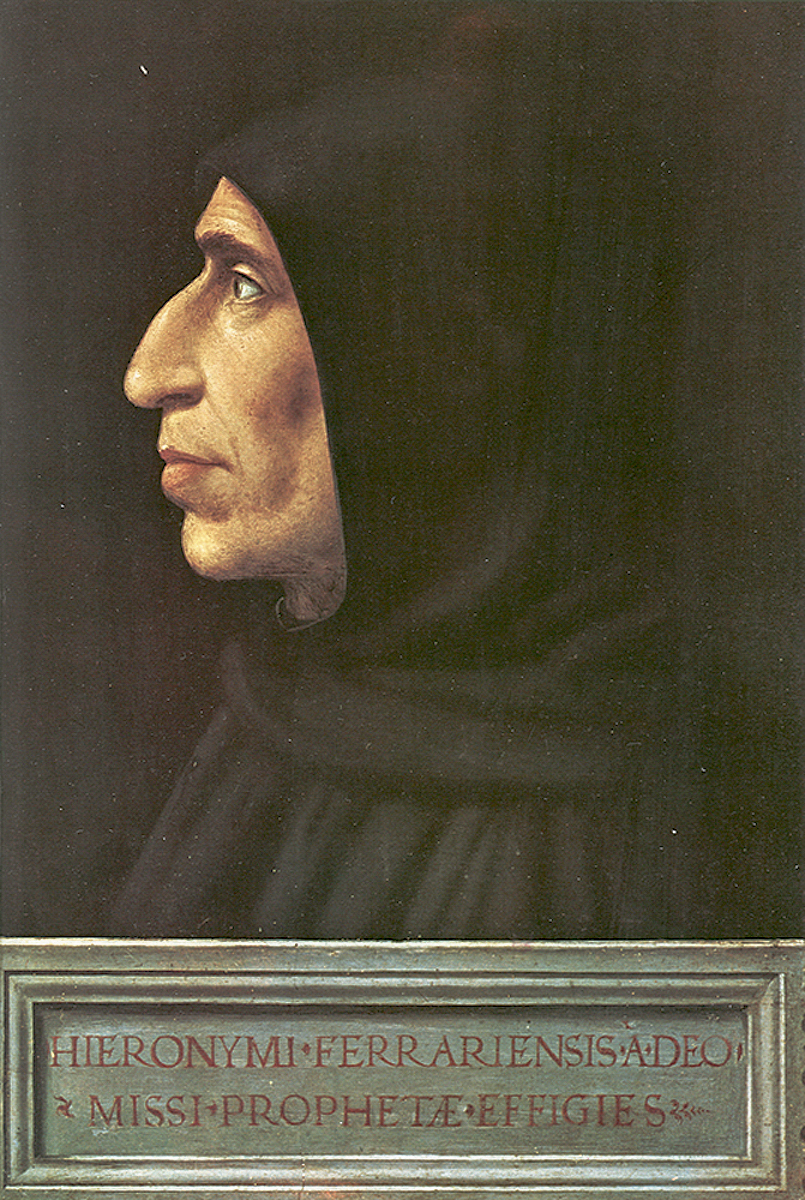
Girolamo Savonarola († 1498)

- 1498: Girolamo Savonarola, italienischer Dominikaner

### 16. bis 18. Jahrhundert
- 1520: Richard Carew, englischer Ritter
- 1522: Ashikaga Yoshitane, japanischer Shōgun
- 1524: Ismail I., iranischer Schah, Begründer der Safawiden-Dynastie
- 1541: Urbanus Rhegius, deutscher lutherischer Reformator
- 1542: Gendün Gyatsho, zweiter Dalai Lama
- 1545: Costanza Farnese, italienische Adelige aus Parma, Gräfin von Santa Fiora
- 1553: Francesco Donà, 79. Doge von Venedig
- 1564: Amalie von Hirschberg, deutsche Äbtissin des Klosters Hof
- 1568: Johann von Ligne, Reichsgraf von Arenberg
- 1568: Adolf von Nassau, Bruder von Wilhelm I. von Oranien
- 1571: Joachim Mörlin, deutscher Theologe, Pfarrer, Reformator und lutherischer Bischof von Samland
- 1572: Magdalena von Wied-Runkel, Äbtissin im Stift Nottuln und im Stift Elten
- 1573: Anton, Graf von Ortenburg
- 1583: Günther XLI. von Schwarzburg-Arnstadt, deutscher Adliger
- 1616: Henri de Luxembourg, duc de Piney, französischer Adeliger
- 1621: Bartholomäus Agricola, deutscher Franziskaner-Minorit und Komponist

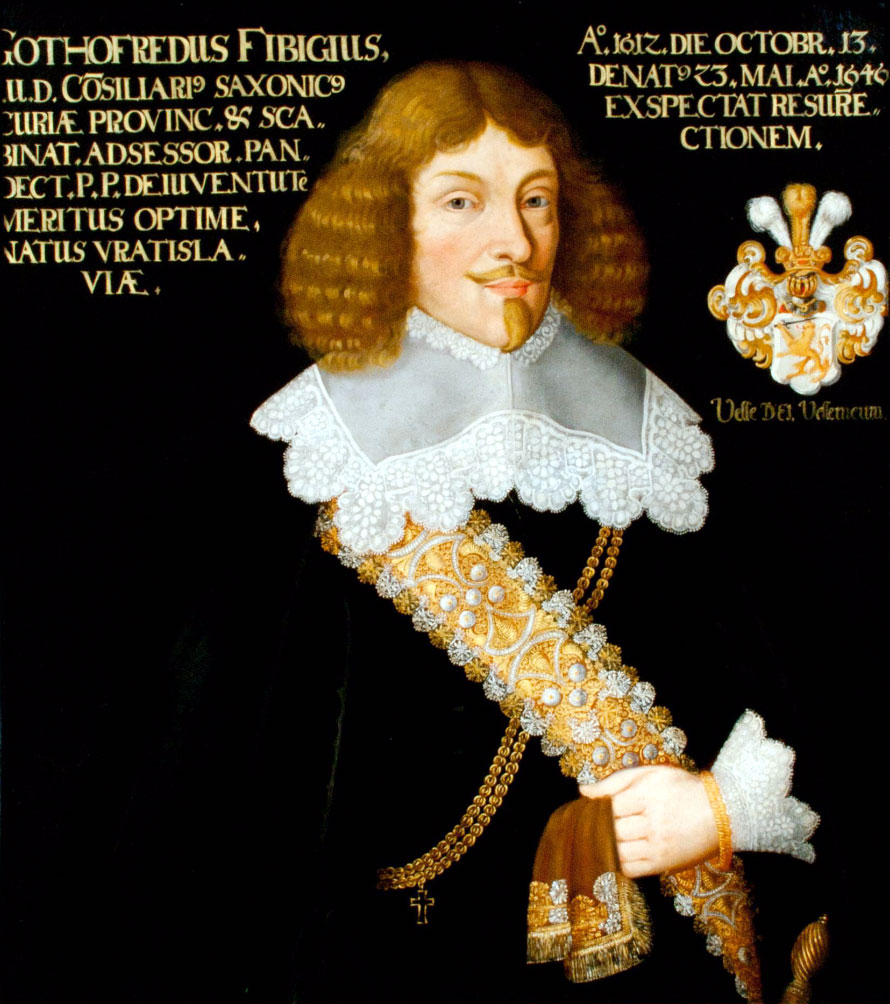
Gottfrieg Fiebig († 1646)

- 1646: Gottfried Fibig, deutscher Rechtswissenschaftler
- 1648: Louis Le Nain, französischer Maler
- 1668: Miguel Gómez de Silva, Gouverneur von Chile
- 1668: Thomas Teddeman, englischer Admiral
- 1670: Ferdinando II. de’ Medici, Großherzog von Toskana
- 1676: Domenico Maroli, italienischer Maler
- 1677: Johann, Graf von Nassau-Idstein
- 1683: Johann Adolf von Schwarzenberg, erster Fürst von Schwarzenberg und Reichshofratspräsident
- 1691: Adrien Auzout, französischer Physiker und Astronom
- 1696: Ludwig Ludwig, Abt des Zisterzienserklosters in Ebrach
- 1699: Nikol List, deutscher Räuberhauptmann
- 1699: Scheikh Yusuf, indonesischer Muslim und Kämpfer gegen die niederländische Kolonialherrschaft
- 1700: Jens Juel, dänischer Diplomat und Politiker
- 1701: Anne Hilarion de Costentin de Tourville, französischer Admiral und Marschall
- 1701: William Kidd, schottisch-amerikanischer Freibeuter
- 1706: Beat Heinrich Josef Zurlauben, französischer Militär und Ritter des St. Ludwigs-Ordens
- 1714: Walter Clarke, Gouverneur der Colony of Rhode Islands and Providence Plantations
- 1718: Jacobus Sackmann, deutscher evangelischer Theologe
- 1741: Daniel Mütze, deutscher Orgelbauer
- 1749: Joachim Wagner, deutscher Orgelbauer
- 1754: Sophie Eleonore Walther, deutsche Schriftstellerin
- 1778: Frederik Bernard Albinus, niederländischer Mediziner
- 1783: James Otis jr., US-amerikanischer Jurist
- 1786: Moritz Benjowski, slowakischer Graf, Abenteurer, Reiseschriftsteller und selbsternannter König von Madagaskar
- 1789: Eugen Wenzel von Wrbna-Freudenthal, Politiker während der Habsburgermonarchie
- 1792: George Rodney, 1. Baron Rodney, britischer Flottenadmiral

### 19. Jahrhundert
- 1812: Louis Dutens, französischer Schriftsteller

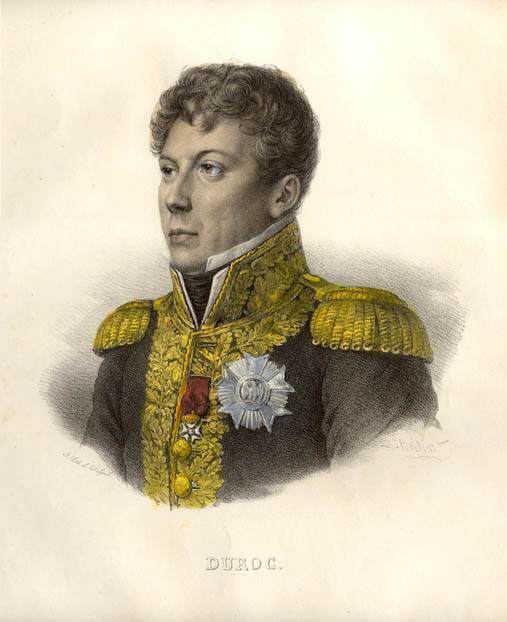
Géraud Christophe Michel Duroc († 1813)

- 1813: Géraud Christophe Michel Duroc, französischer General und Diplomat
- 1820: Ferdinand Attems, österreichischer Politiker
- 1826ː Michaela Morasch, Äbtissin im Kloster St. Walburg, Eichstätt
- 1828: Heinrich Friedrich Isenflamm, deutscher Mediziner
- 1829: Heinrich Joseph Joesten, deutscher Jurist und Kommunalpolitiker
- 1833: Richard Skinner, US-amerikanischer Politiker und Jurist, Kongressabgeordneter und Gouverneur von Vermont
- 1834: Charles Wesley jr., englischer Organist und Komponist
- 1836: Edward Livingston, US-amerikanischer Außenminister
- 1838: Jan Willem Janssens, Gouverneur der Kapkolonie und Generalgouverneur von Niederländisch-Indien
- 1841: Franz von Baader, deutscher Arzt, Bergbauingenieur und Philosoph
- 1847: Heinrich Luden, deutscher Historiker
- 1847: Friedrich Schmalz, deutscher Agrarwissenschaftler
- 1851: August Wilhelm Francke, Oberbürgermeister von Magdeburg
- 1852: Carlo Amati, italienischer Architekt
- 1852: Georg Jakob Strunz, deutscher Musiker und Komponist
- 1856: Alfred Gustav Friedrich von Domhardt, preußischer Gutsbesitzer

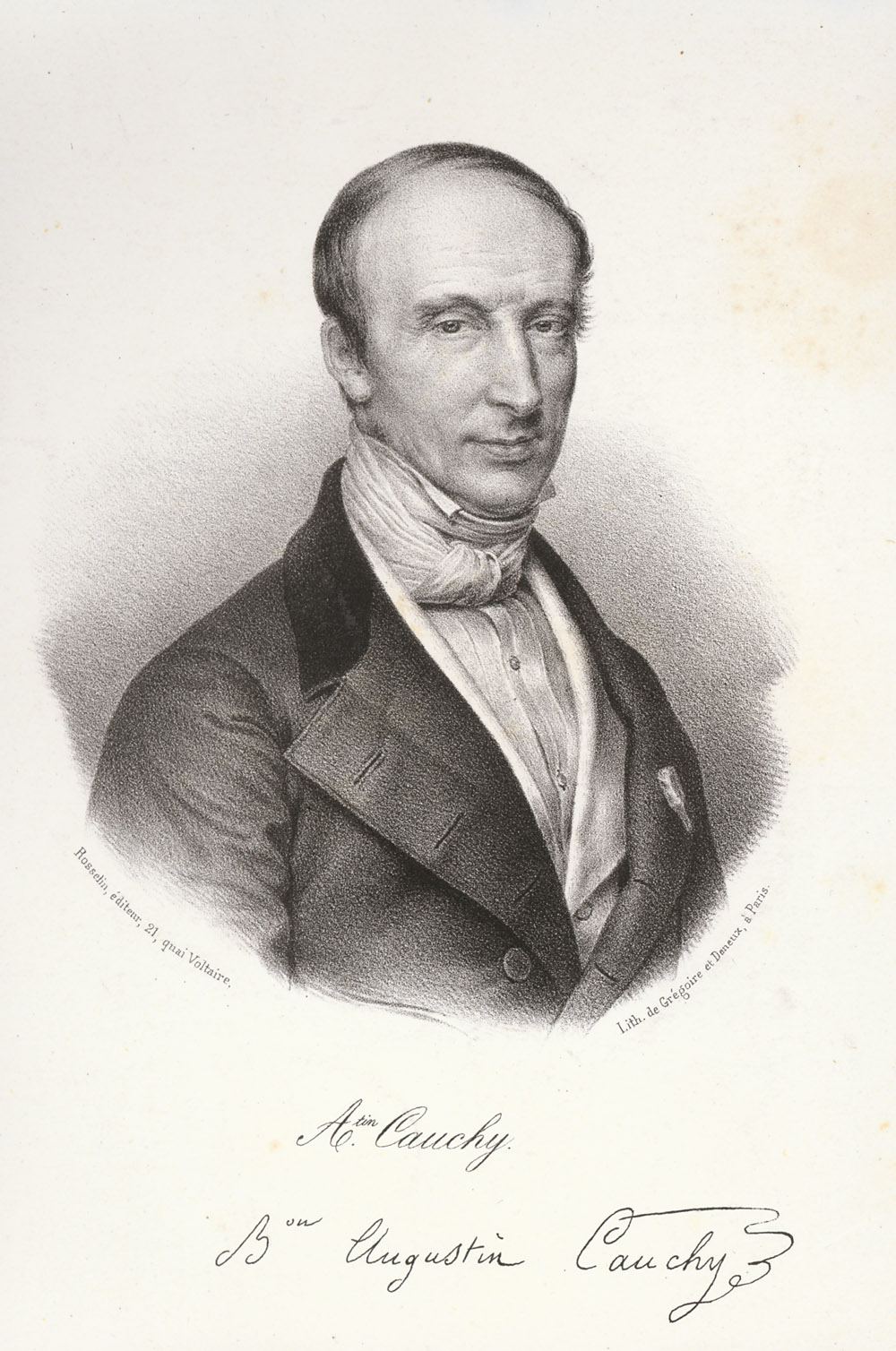
Augustin-Louis Cauchy († 1857)

- 1857: Augustin-Louis Cauchy, französischer Mathematiker
- 1868: Kit Carson, US-amerikanischer Pionier und Grenzer
- 1869: Alexander O. Anderson, US-amerikanischer Politiker
- 1869: Apollo Korzeniowski, polnischer Schriftsteller und Patriot
- 1871: Gustave Chaudey, französischer Jurist und Politiker
- 1871: Jarosław Dąbrowski, polnischer revolutionärer Demokrat, Oberbefehlshaber der Pariser Kommune
- 1876: Gideon von Krismanic, österreichischer Generalmajor
- 1877: Jonas Breitenstein, Schweizer Dichterpfarrer
- 1878: Francisco Júlio de Caldas Aulete, portugiesischer Politiker, Didaktiker, Romanist, Lusitanist und Lexikograf
- 1882: Maria Arndts, deutsche Schriftstellerin
- 1886: Heinrich Auspitz, österreichischer Dermatologe

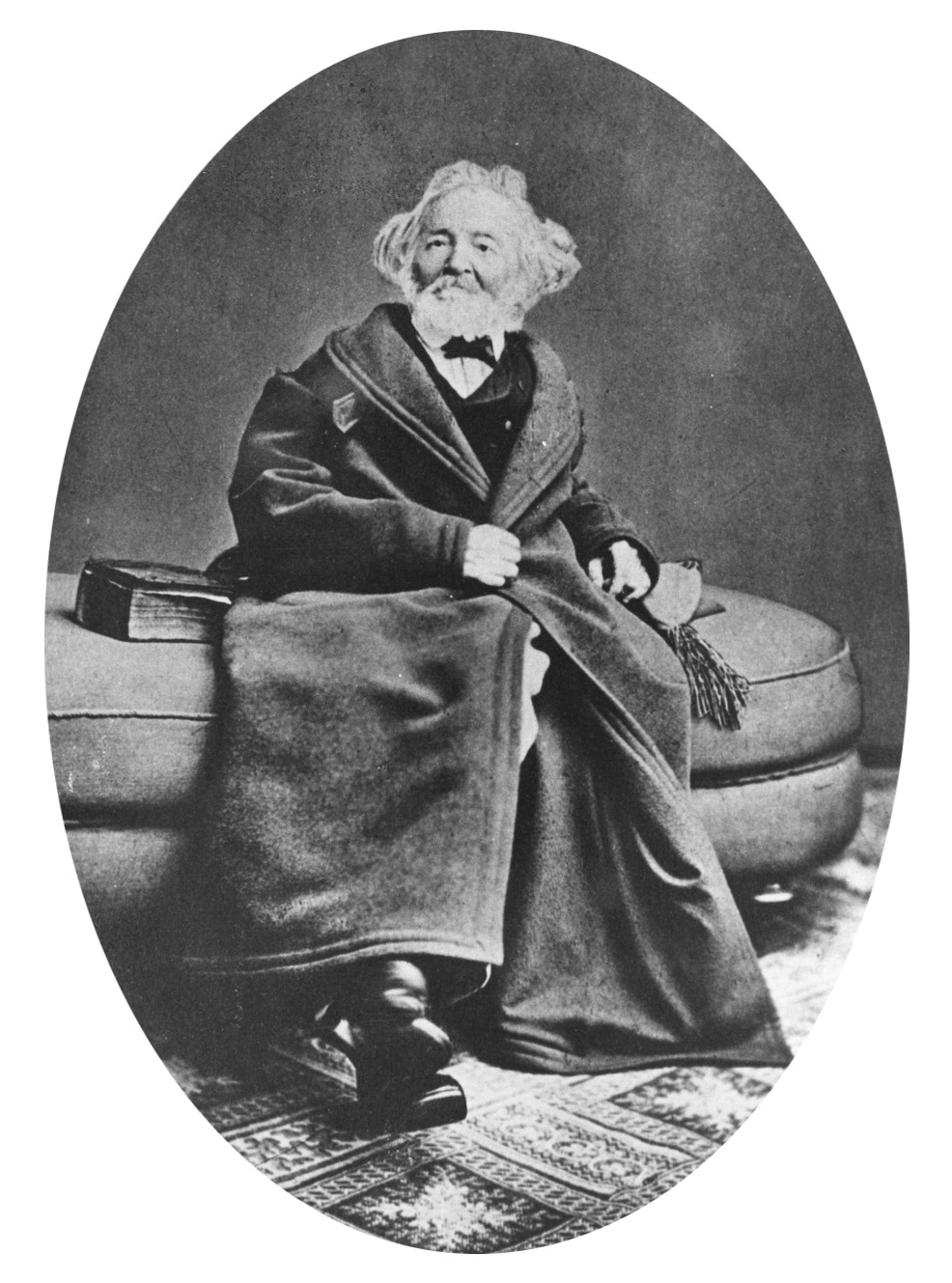
Leopold von Ranke († 1886)

- 1886: Leopold von Ranke, deutscher Historiker
- 1887: Ludvig Mathias Lindeman, norwegischer Komponist
- 1890: Louis Artan, niederländisch-belgischer Maler
- 1891: Ignace Xavier Joseph Leybach, französischer Komponist und Organist
- 1893: Anton von Schmerling, österreichischer Politiker und Jurist
- 1895: Franz Ernst Neumann, deutscher Physiker, gilt als einer der Begründer der theoretischen Physik
- 1899: Moïse Vautier, Schweizer Schmied, Unternehmer und Politiker

### 20. Jahrhundert

#### 1901–1950
- 1904: Karl Christian Andreae, deutscher Maler

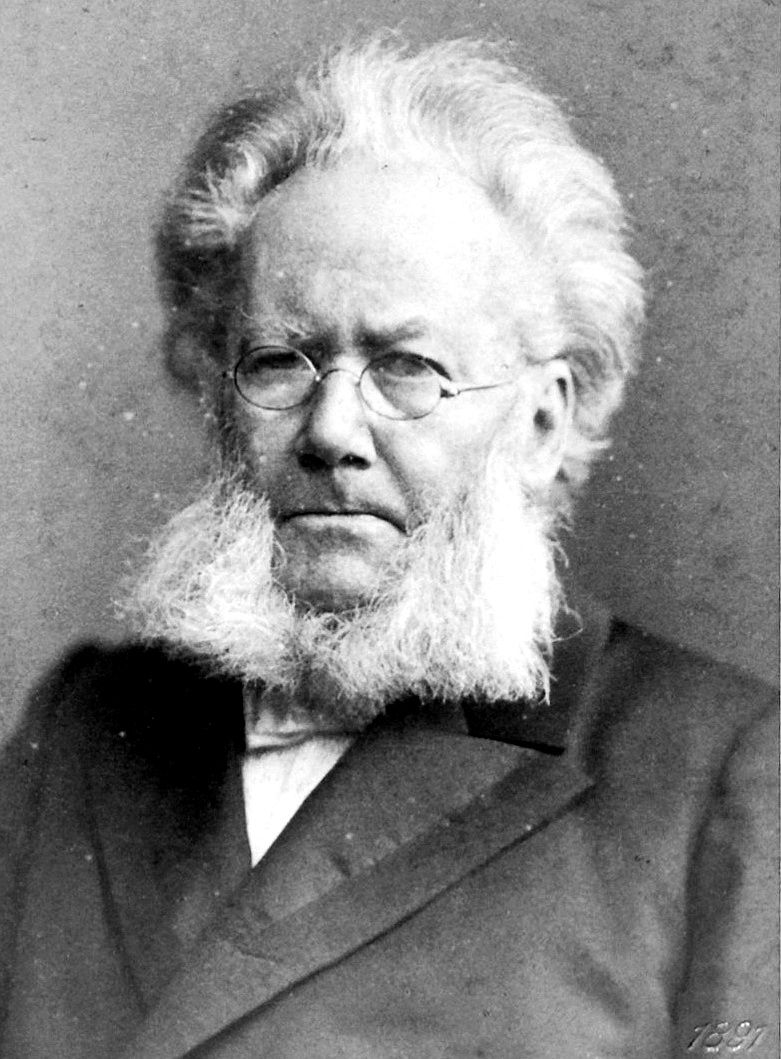
Henrik Ibsen († 1906)

- 1906: Henrik Ibsen, norwegischer Schriftsteller
- 1908: François Coppée, französischer Schriftsteller
- 1911: Carl August von der Meden, deutscher Tennisfunktionär
- 1914: William O’Connell Bradley, US-amerikanischer Politiker
- 1917: Ranavalona III., letzte Herrscherin des Königreichs Madagaskar
- 1918: Max Bösenberg, deutscher Architekt
- 1920: Svetozar Boroević von Bojna, österreichischer Militär
- 1926: Hans Koessler, deutscher Komponist
- 1927: Wilhelm Ahrens, deutscher Mathematiker und Schriftsteller
- 1931: Luigi Arcangeli, italienischer Motorrad- und Automobilrennfahrer
- 1934: Bonnie und Clyde, US-amerikanische Kriminelle
- 1937: Johann Lubinus, deutscher Orthopäde
- 1937: Ivan Prijatelj, slowenischer Kultur- und Literaturhistoriker

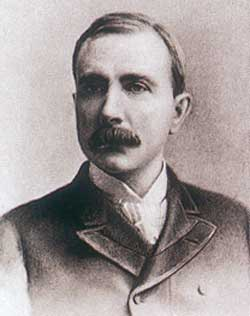
John D. Rockefeller († 1937)

- 1937: John D. Rockefeller, US-amerikanischer Unternehmer
- 1941: Herbert Austin, englischer Industrieller und Politiker
- 1941: Slavko Osterc, slowenischer Komponist
- 1942: Charles Robert Ashbee, britischer Architekt
- 1942: Harald Lie, norwegischer Komponist
- 1943: William Aberhart, kanadischer Politiker und Prediger

Grete Berger († 1944)

- 1944: Grete Berger, österreichische Schauspielerin, Opfer des Holocaust
- 1944: Thomas Curtis, US-amerikanischer Hürdenläufer, Olympiasieger
- 1945: Hans-Georg von Friedeburg, deutscher Generaladmiral
- 1945: Heinrich Himmler, deutscher Politiker, Reichsführer SS und Chef der Deutschen Polizei, Kriegsverbrecher
- 1947: Charles-Ferdinand Ramuz, Schweizer Schriftsteller, Lyriker, Essayist und Nationaldichter

#### 1951–2000
- 1953: Harald Schultz-Hencke, deutscher Psychoanalytiker
- 1953: Enzo Trossero, argentinischer Fußballspieler und -trainer
- 1954: Karl Sczuka, deutscher Komponist
- 1955: Roy E. Ayers, US-amerikanischer Politiker
- 1955: Gustav Adolf Baumm, deutscher Grafiker, Motorradkonstrukteur und -rennfahrer
- 1955ː Hedwig-Alice Lotter-Schmidt, Schweizer Journalistin und Schriftstellerin

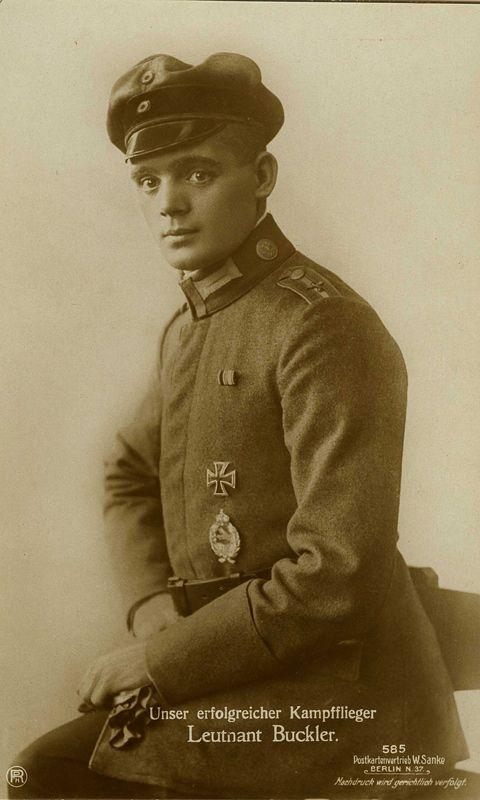
Julius Buckler († 1960)

- 1960: Julius Buckler, deutscher Jagdflieger
- 1960: Georges Claude, französischer Erfinder
- 1961: Joseph Yerly, Schweizer Schriftsteller frankoprovenzalischer Sprache
- 1965: Rosina Anselmi, italienische Schauspielerin
- 1969: Lejaren Hiller, US-amerikanischer Fotograf und Illustrator
- 1970: Hans Streuli, Schweizer Politiker und Bundesrat
- 1972: Denis Nowell Pritt, britischer Jurist und Politiker
- 1973: Alois Podhajsky, bosnischer Leiter der Spanischen Hofreitschule
- 1975: Karl-Otto Kiepenheuer, deutscher Astrophysiker
- 1976: Gordon Browning, US-amerikanischer Politiker
- 1978: Bertram Blank, deutscher Politiker, MdB
- 1981: Karin Hahn-Hissink, deutsche Ethnologin
- 1982: Ove Karlsson, schwedischer Fußballspieler
- 1985: Lloyd Glenn, US-amerikanischer R&B-Musiker
- 1986: Sterling Hayden, US-amerikanischer Schauspieler und Autor
- 1989: Karl Koch, deutscher Anarchist und Hacker
- 1990: Giuseppe Santomaso, italienischer Maler
- 1991: Manning Clark, australischer Historiker
- 1991: Wilhelm Kempff, deutscher Pianist und Komponist
- 1992: Giovanni Falcone, italienischer Jurist, „Mafia-Jäger“

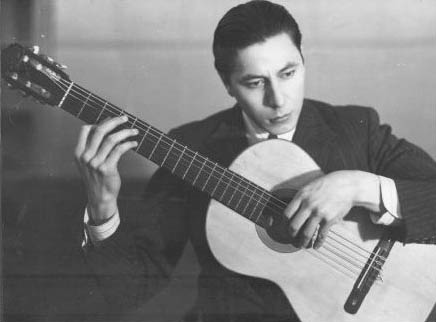
Atahualpa Yupanqui († 1992)

- 1992: Atahualpa Yupanqui, argentinischer Sänger, Songwriter, Gitarrist und Schriftsteller
- 1993: Béatrice du Vinage, deutsch-schwedische Malerin, Grafikerin, Fotografin und Journalistin
- 1994: Radie Britain, US-amerikanische Komponistin
- 1994: Joe Pass, US-amerikanischer Jazzgitarrist
- 1996: Dorothy Hyson, US-amerikanische Schauspielerin und Codebrecherin
- 1996: Sim Iness, US-amerikanischer Leichtathlet, Olympiasieger
- 1996: Bernhard Klodt, deutscher Fußballspieler
- 1996: Peter Pasetti, deutscher Schauspieler
- 1997: James Lee Byars, US-amerikanischer Künstler
- 1998: Jock Lawrence, britischer Automobilrennfahrer
- 1999: Owen Hart, kanadischer Wrestler
- 2000: Johannes Irmscher, deutscher Altertumswissenschaftler
- 2000: Erwin Rehn, deutscher Autor und Widerstandskämpfer

### 21. Jahrhundert
- 2001: Ibrahim Abu-Lughod, palästinensisch-amerikanischer Politikwissenschaftler und Politiker
- 2001: Harald Bergström, schwedischer Mathematiker
- 2001: Arno Mohr, deutscher Grafiker und Maler
- 2001: Juan Bruno Tarraza, kubanischer Pianist und Komponist
- 2002: Sam Snead, US-amerikanischer Golfer
- 2003: Hans Fahning, deutscher Wirtschafts- und Politikwissenschaftler
- 2003: Jean Yanne, französischer Schauspieler und Regisseur
- 2004: Petra Kappert, deutsche Professorin für Turkologie
- 2006: Philippe Amaury, französischer Verleger
- 2006: Walter Antoniolli, österreichischer Verfassungsjurist

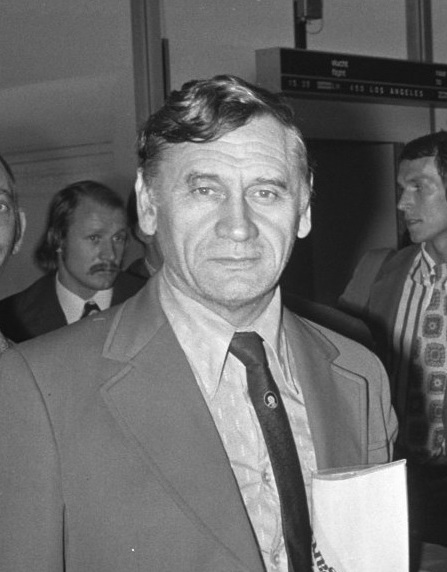
Kazimierz Górski († 2006)

- 2006: Kazimierz Górski, polnischer Fußballspieler und -trainer
- 2006: Werner Jacob, deutscher Organist, Komponist und Hochschullehrer
- 2007: Anneliese Fleyenschmidt, deutsche Fernsehansagerin und -moderatorin
- 2008: Heinrich Kwiatkowski, deutscher Fußballspieler
- 2008: Utah Phillips, US-amerikanischer Folk-Sänger, Dichter und Gewerkschafter
- 2009: Barbara Rudnik, deutsche Schauspielerin
- 2010: Vincent Kinchin, britischer Bahnsportler
- 2010: José Lima, dominikanischer Baseballspieler
- 2011: Karel Otčenášek, tschechischer Erzbischof
- 2011: Fritz Schediwy, deutscher Schauspieler
- 2013: Niño Miguel, spanischer Flamenco-Gitarrist
- 2013: Georges Moustaki, französischer Sänger und Komponist
- 2014: Andreas Tönnesmann, deutscher Kunsthistoriker und Hochschullehrer
- 2015: Anne Meara, US-amerikanische Schauspielerin und Komikerin

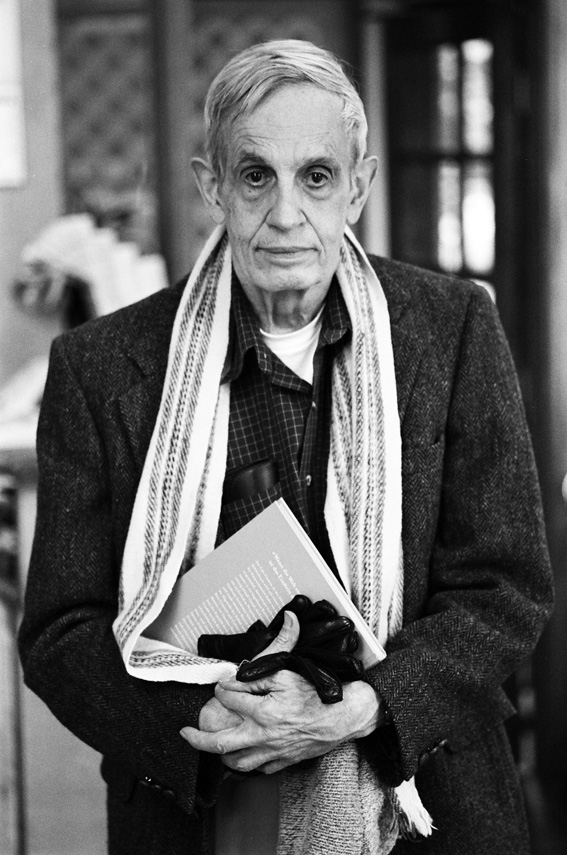
John Forbes Nash jr. († 2015)

- 2015: John Forbes Nash jr., US-amerikanischer Mathematiker und Nobelpreisträger
- 2016: Klaus Seehafer, deutscher Autor und Herausgeber
- 2017: Roger Moore, britischer Schauspieler
- 2017: Jerry Perenchio, US-amerikanischer Unternehmer und Kunstsammler
- 2018: Luis Posada Carriles, kubanischer Geheimdienstler und Oppositioneller
- 2019: Edith Kellnhauser, deutsche Pflegewissenschaftlerin
- 2019: Zlatko Škorić, jugoslawischer Fußballtorwart und -trainer
- 2020: Hana Kimura, japanische Wrestlerin und Schauspielerin
- 2021: Eric Carle, deutsch-US-amerikanischer Kinderbuchautor
- 2021: Aldéric Doerfel, luxemburgischer Fechter
- 2021: Cristóbal Halffter, spanischer Komponist und Dirigent
- 2021: Max Mosley, britischer Rechtsanwalt, Motorsportmanager und Sportfunktionär
- 2021: Douglas Winston, australischer Leichtathlet
- 2022: Horst Sachtleben, deutscher Schauspieler, Regisseur und Synchronsprecher
- 2022: Hans Scheibner, deutscher Kabarettist und Liedermacher

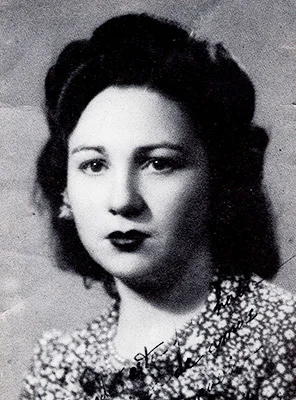
Ángeles Flórez Peón († 2024)

- 2024: Ángeles Flórez Peón, spanische Militärin, Politikerin, Krankenpflegerin und Aktivistin
- 2025: Sebastião Salgado, brasilianischer Fotograf
- 2025: Kurt R. Spillmann, Schweizer Historiker

## Feier- und Gedenktage
- Kirchliche Gedenktage
  - Girolamo Savonarola, italienischer Ordensmann, Bußprediger, Politiker und Märtyrer (evangelisch)
  - Ludwig Ingwer Nommensen, deutscher Missionar auf Sumatra (evangelisch)
  - Hl. Desiderius von Vienne, französischer Bischof (katholisch)
  - Michael von Synnada (Michael der Bekenner), Bischof von Synnada (Şuhut), byzantinischer Diplomat (orthodox, katholisch)
- Namenstage
  - Desiderius, Renate, Alma
- Staatliche Feier- und Gedenktage
  - Deutschland: Jahrestag der Verkündung des Grundgesetzes

Weitere Einträge enthält die Liste von Gedenk- und Aktionstagen.